# Giải Oscar cho nam diễn viên chính xuất sắc nhất
Giải Oscar cho nam diễn viên chính xuất sắc nhất (tiếng Anh: Academy Award for Best Actor) là một hạng mục trong hệ thống giải Oscar do Viện Hàn lâm Khoa học và Nghệ thuật Điện ảnh (AMPAS) trao tặng hàng năm cho diễn viên nam có vai diễn chính xuất sắc nhất trong năm đó của ngành công nghiệp điện ảnh. Lễ trao giải Oscar lần thứ nhất được tổ chức vào năm 1929; Emil Jannings là chủ nhân đầu tiên của giải thưởng nhờ diễn xuất của ông trong các phim The Last Command và The Way of All Flesh. Ngày nay việc bầu chọn và trao đổi phiếu (do hội nam diễn viên trong Viện Hàn lâm thực hiện) có thể quyết định danh sách các ứng cử viên; còn số đông lá phiếu từ toàn bộ các thành viên có quyền biểu quyết hợp lệ của Viện Hàn lâm sẽ chọn ra những người chiến thắng.
Trong ba năm đầu trao giải, các nam diễn viên giành đề cử cho màn thể hiện xuất sắc nhất trong các hạng mục của họ. Vào thời điểm đó toàn bộ tác phẩm của họ trong suốt giai đoạn vòng loại (trong một số trường hợp có tới ba phim) đều được đính tên trên giải thưởng. Tuy nhiên trong lễ trao giải lần thứ 3 tổ chức năm 1930, chỉ có một trong số những bộ phim đó được xướng tên trong giải thưởng cuối cùng của người thắng cử, mặc dù diễn xuất của mỗi người thắng cử có tới hai bộ phim đính tên họ trên những lá phiếu. Trong năm kế tiếp hệ thống hiện nay đã thay thế hệ thống phức tạp và khó sử dụng này, trong đó nam diễn viên đề cử cho một vai diễn cụ thể trong một bộ phim duy nhất. Kể từ lễ trao giải lần thứ 9, hạng mục được chính thức giới hạn năm đề cử mỗi năm. Kể từ khi thành lập, giải thưởng đã được trao cho 80 nam diễn viên. Daniel Day-Lewis giành nhiều giải nhất ở hạng mục này với ba tượng vàng. Spencer Tracy và Laurence Olivier đều nhận tới chín đề cử, nhiều hơn bất kì nam diễn viên nào khác.

## Danh sách cụ thể
Trong bảng dưới đây, các năm được liệt kê theo quy ước của Viện hàn lâm, thường tương ứng với năm công chiếu phim tại quận Los Angeles; các lễ trao giải luôn tổ chức vào năm kế tiếp. Đối với năm lễ trao giải đầu tiên, thời gian đủ điều kiện đề cử kéo dài 12 tháng từ 1 tháng 8 đến 31 tháng 7. Đối với lễ trao giải lần thứ 6 tổ chức năm 1934, thời gian ứng cử kéo dài từ 1 tháng 8 năm 1932 đến 31 tháng 12 năm 1933. Kể từ lễ trao giải thứ 7 diễn ra năm 1935, thời gian ứng cử kéo dài tròn một năm dương lịch từ 1 tháng 1 đến 31 tháng 12.
| ‡ | Chỉ người thắng giải                         |
| § | Chỉ người thắng giải nhưng từ chối nhận giải |
| ^ | Chỉ người thắng giải sau khi chết            |
| * | Chỉ người đề cử sau khi chết                 |

### Thập niên 1920/1930

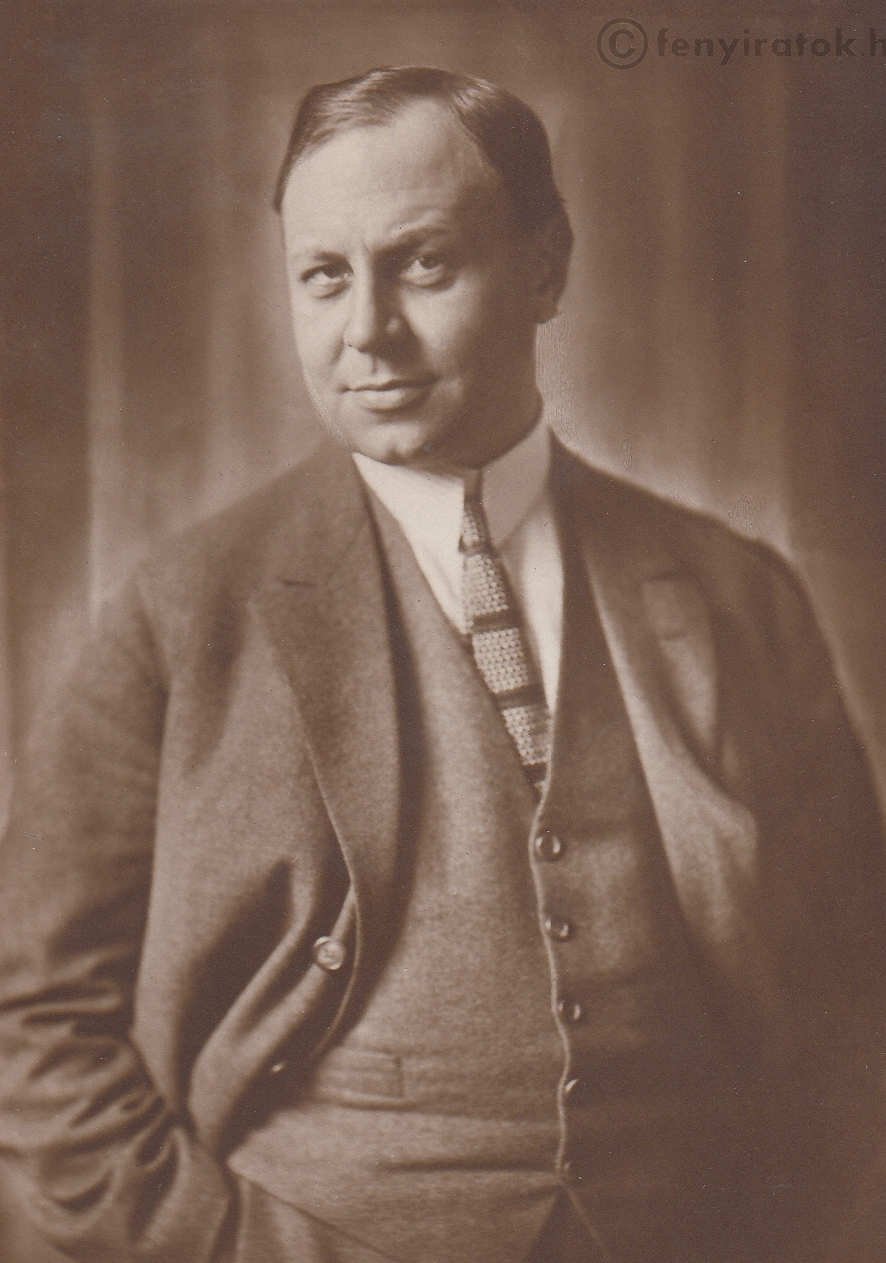
Emil Jannings là người đầu tiên thắng cử cho hai vai diễn trong The Last Command (1928) và The Way of All Flesh (1927).

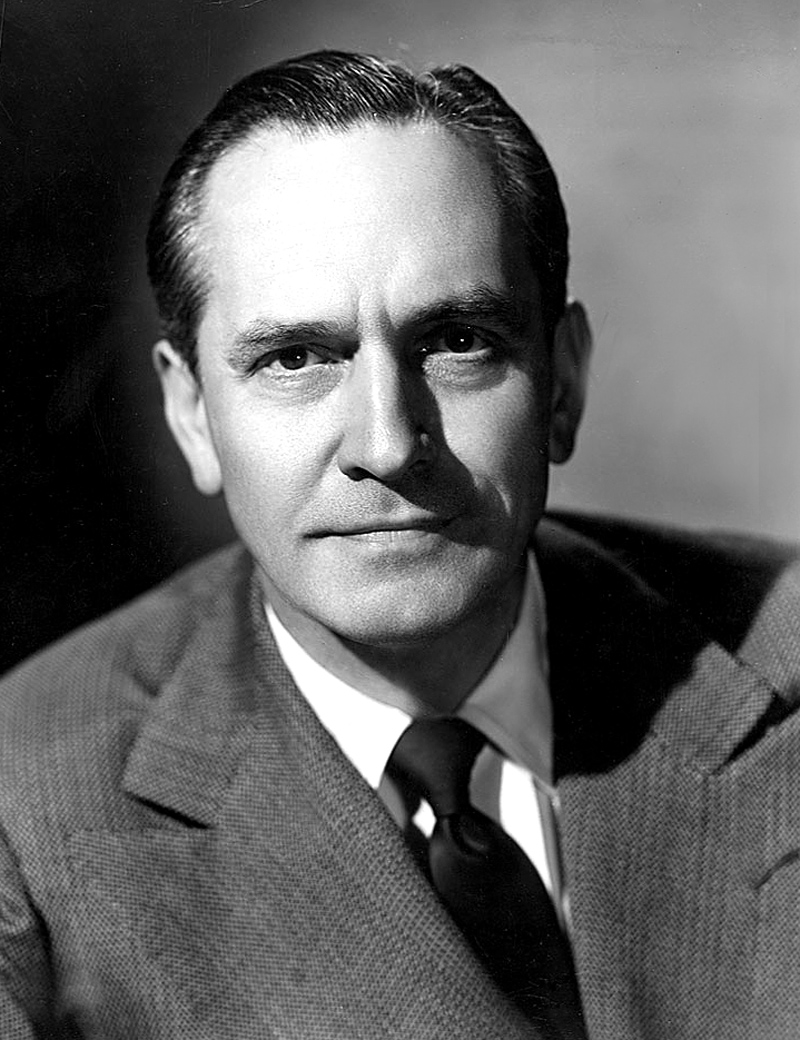
Fredric March giành giải cho diễn xuất trong The Champ-Dr. Jekyll and Mr. Hyde (1931) và The Best Years of Our Lives (1946).

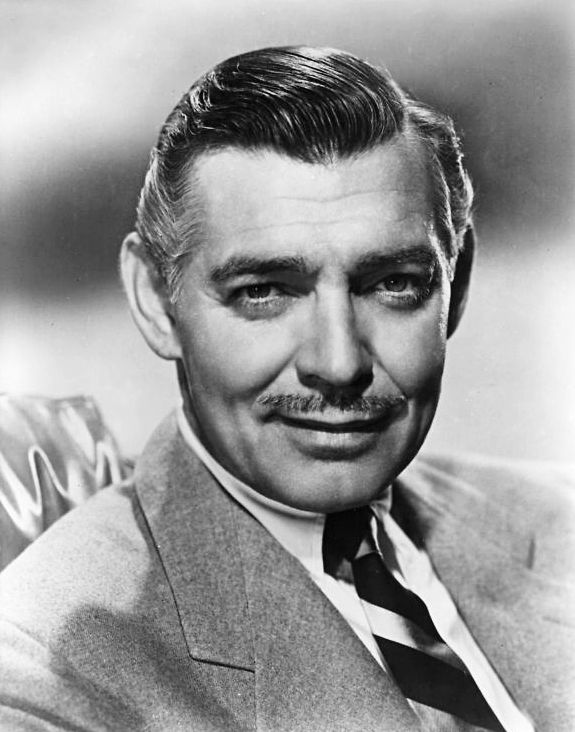
Clark Gable thắng cử năm 1934 cho diễn xuất trong It Happened One Night.

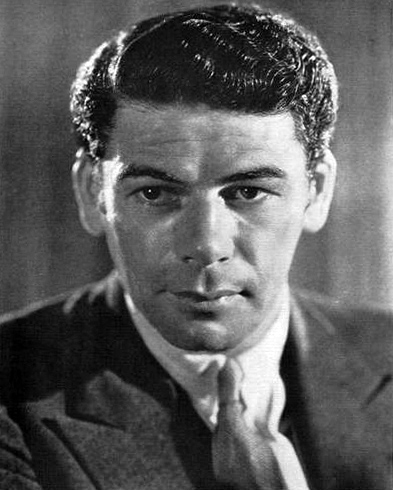
Paul Muni thắng cử cho vai Louis Pasteur trong The Story of Louis Pasteur (1936), trở thành nam diễn viên Do Thái đầu tiên giành giải.

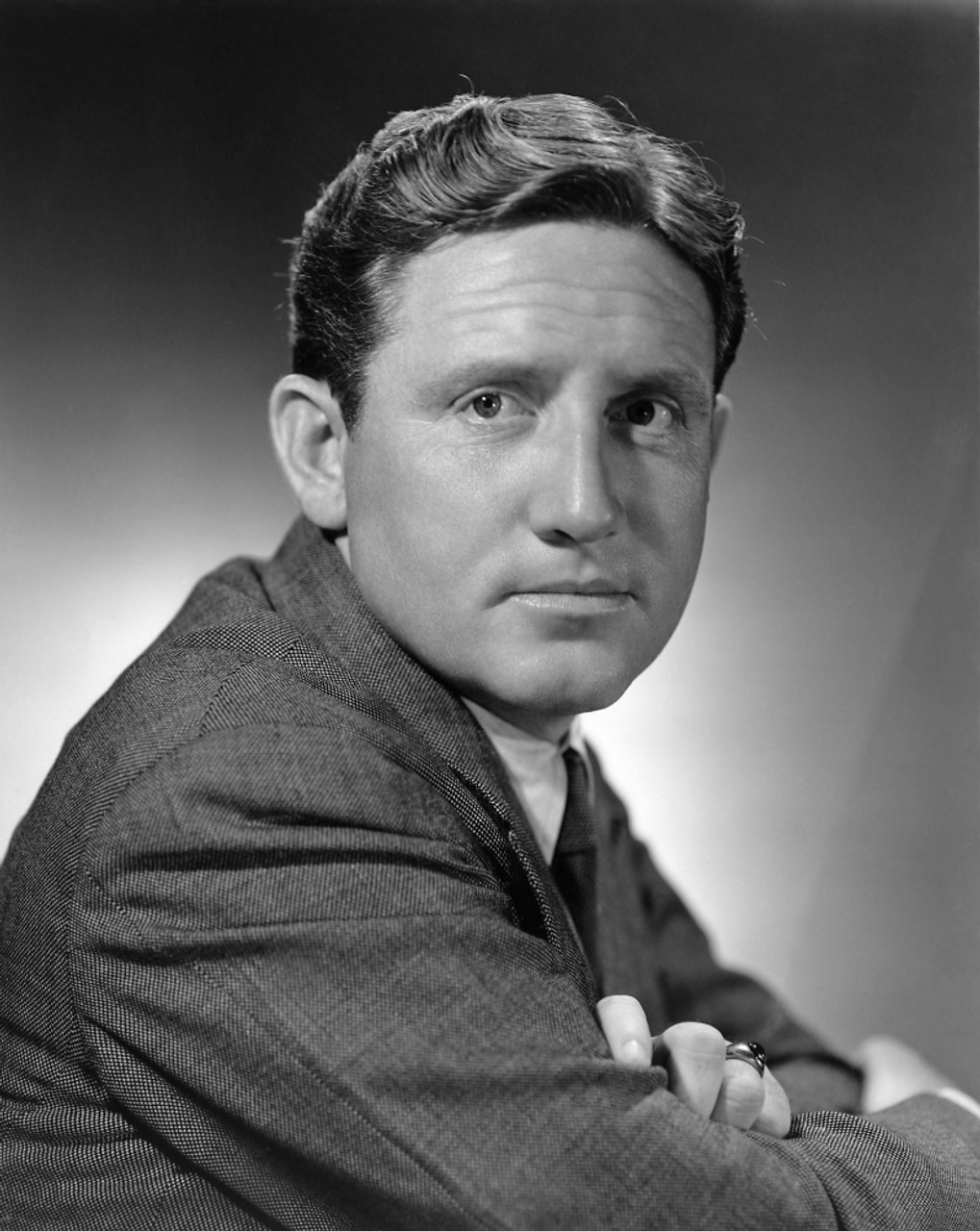
Spencer Tracy là diễn viên đầu tiên đoạt giải trong hai năm liên tiếp, vào cả năm 1937 và 1938 cho những vai diễn trong Captains Courageous và Boys Town cùng với bảy đề cử khác.

| Năm         | Diễn viên             | Phim                                  | Vai diễn                                      | Chú thích |
| ----------- | --------------------- | ------------------------------------- | --------------------------------------------- | --------- |
| 1927/28 (1) | Emil Jannings ‡[A]    | The Last Command The Way of All Flesh | Grand Duke Sergius Alexander August Schilling | [ 7 ]     |
| 1927/28 (1) | Richard Barthelmess   | The Noose The Patent Leather Kid      | Nickie Elkins Patent Leather Kid              | [ 7 ]     |
| 1928/29 (2) | Warner Baxter ‡       | In Old Arizona                        | The Cisco Kid                                 | [ 8 ]     |
| 1928/29 (2) | George Bancroft       | Thunderbolt                           | Thunderbolt Jim Lang                          | [ 8 ]     |
| 1928/29 (2) | Chester Morris        | Alibi                                 | Chick Williams (No. 1065)                     | [ 8 ]     |
| 1928/29 (2) | Paul Muni             | The Valiant                           | James Dyke                                    | [ 8 ]     |
| 1928/29 (2) | Lewis Stone           | The Patriot                           | Bá tước Pahlen                                | [ 8 ]     |
| 1929/30 (3) | George Arliss ‡[B]    | Disraeli ‡                            | Benjamin Disraeli                             | [ 9 ]     |
| 1929/30 (3) | George Arliss[B]      | The Green Goddess                     | The Raja                                      | [ 9 ]     |
| 1929/30 (3) | Wallace Beery         | The Big House                         | Butch 'Machine Gun' Schmidt                   | [ 9 ]     |
| 1929/30 (3) | Maurice Chevalier [B] | The Big Pond The Love Parade          | Pierre Mirande Bá tước Alfred Renard          | [ 9 ]     |
| 1929/30 (3) | Ronald Colman [B]     | Bulldog Drummond Condemned            | Đại úy Hugh 'Bulldog' Drummond Michel         | [ 9 ]     |
| 1929/30 (3) | Lawrence Tibbett      | The Rogue Song                        | Yegor                                         | [ 9 ]     |
| 1930/31 (4) | Lionel Barrymore ‡    | A Free Soul                           | Stephen Ashe                                  | [ 10 ]    |
| 1930/31 (4) | Jackie Cooper         | Skippy                                | Skippy Skinner                                | [ 10 ]    |
| 1930/31 (4) | Richard Dix           | Cimarron                              | Yancey Cravat                                 | [ 10 ]    |
| 1930/31 (4) | Fredric March         | The Royal Family of Broadway          | Tony Cavendish                                | [ 10 ]    |
| 1930/31 (4) | Adolphe Menjou        | The Front Page                        | Walter Burns                                  | [ 10 ]    |
| 1931/32 (5) | Wallace Beery ‡[C]    | The Champ                             | Andy "Champ" Purcell                          | [ 11 ]    |
| 1931/32 (5) | Fredric March ‡[C]    | Dr. Jekyll and Mr. Hyde               | Tiến sĩ Henry Jekyll / Mr. Edward Hyde        | [ 11 ]    |
| 1931/32 (5) | Alfred Lunt           | The Guardsman                         | Nam diễn viên                                 | [ 11 ]    |
| 1932/33 (6) | Charles Laughton ‡    | The Private Life of Henry VIII        | Vua Henry VIII của Anh                        | [ 12 ]    |
| 1932/33 (6) | Leslie Howard         | Berkeley Square                       | Peter Standish                                | [ 12 ]    |
| 1932/33 (6) | Paul Muni             | I Am a Fugitive from a Chain Gang     | James Allen                                   | [ 12 ]    |
| 1934 (7)    | Clark Gable ‡         | It Happened One Night                 | Peter Warne                                   | [ 13 ]    |
| 1934 (7)    | Frank Morgan          | The Affairs of Cellini                | Alessandro – Công tước xứFlorence             | [ 13 ]    |
| 1934 (7)    | William Powell        | The Thin Man                          | Nick Charles                                  | [ 13 ]    |
| 1935 (8)    | Victor McLaglen ‡     | The Informer                          | Gypo Nolan                                    | [ 14 ]    |
| 1935 (8)    | Clark Gable           | Mutiny on the Bounty                  | Lieutenant Fletcher Christian                 | [ 14 ]    |
| 1935 (8)    | Charles Laughton      | Mutiny on the Bounty                  | Captain William Bligh                         | [ 14 ]    |
| 1935 (8)    | Franchot Tone         | Mutiny on the Bounty                  | Midshipman Roger Byam                         | [ 14 ]    |
| 1935 (8)    | Paul Muni [D]         | Black Fury                            | Joe Radek                                     | [ 14 ]    |
| 1936 (9)    | Paul Muni ‡           | The Story of Louis Pasteur            | Louis Pasteur                                 | [ 15 ]    |
| 1936 (9)    | Gary Cooper           | Mr. Deeds Goes to Town                | Longfellow Deeds                              | [ 15 ]    |
| 1936 (9)    | Walter Huston         | Dodsworth                             | Sam Dodsworth                                 | [ 15 ]    |
| 1936 (9)    | William Powell        | My Man Godfrey                        | Godfrey Park                                  | [ 15 ]    |
| 1936 (9)    | Spencer Tracy         | San Francisco                         | Father Tim Mullin                             | [ 15 ]    |
| 1937 (10)   | Spencer Tracy ‡       | Captains Courageous                   | Manuel                                        | [ 16 ]    |
| 1937 (10)   | Charles Boyer         | Conquest                              | Hoàng đế Napoléon Bonaparte                   | [ 16 ]    |
| 1937 (10)   | Fredric March         | A Star Is Born                        | Norman Maine                                  | [ 16 ]    |
| 1937 (10)   | Robert Montgomery     | Night Must Fall                       | Danny                                         | [ 16 ]    |
| 1937 (10)   | Paul Muni             | The Life of Emile Zola                | Émile Zola                                    | [ 16 ]    |
| 1938 (11)   | Spencer Tracy ‡       | Boys Town                             | Cha Flanagan                                  | [ 17 ]    |
| 1938 (11)   | Charles Boyer         | Algiers                               | Pepe le Moko                                  | [ 17 ]    |
| 1938 (11)   | James Cagney          | Angels with Dirty Faces               | Rocky Sullivan                                | [ 17 ]    |
| 1938 (11)   | Robert Donat          | The Citadel                           | Tiến sĩ Andrew Manson                         | [ 17 ]    |
| 1938 (11)   | Leslie Howard         | Pygmalion                             | Giáo sư Henry Higgins                         | [ 17 ]    |
| 1939 (12)   | Robert Donat ‡        | Goodbye, Mr. Chips                    | Charles Edward Chipping                       | [ 18 ]    |
| 1939 (12)   | Clark Gable           | Cuốn theo chiều gió                   | Rhett Butler                                  | [ 18 ]    |
| 1939 (12)   | Laurence Olivier      | Wuthering Heights                     | Heathcliff                                    | [ 18 ]    |
| 1939 (12)   | Mickey Rooney         | Babes in Arms                         | Mickey Moran                                  | [ 18 ]    |
| 1939 (12)   | James Stewart         | Mr. Smith Goes to Washington          | Jefferson Smith                               | [ 18 ]    |

### Thập niên 1940

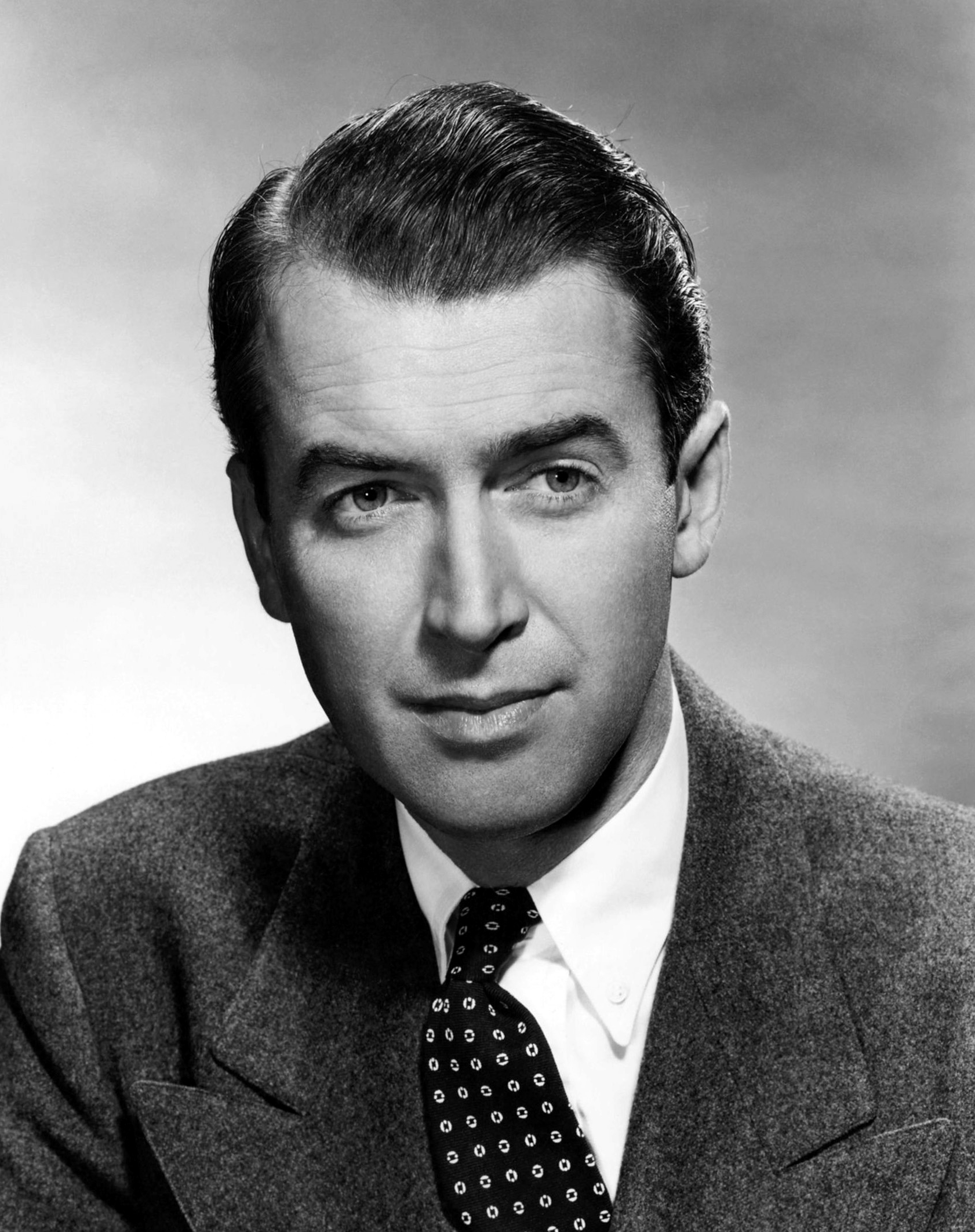
James Stewart giành giải cho vai Macaulay "Mike" Connor trong The Philadelphia Story.

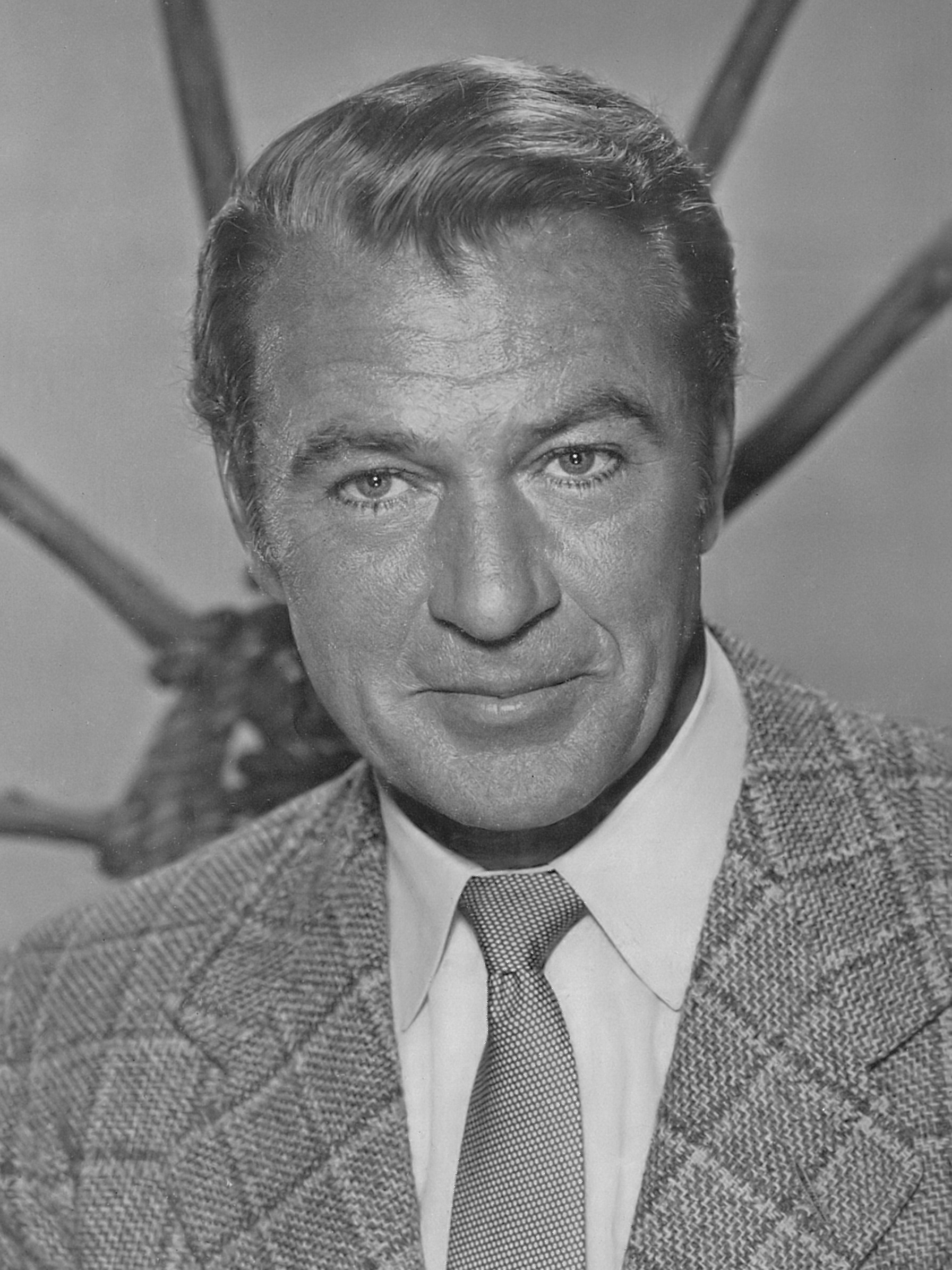
Gary Cooper đoạt giải nhờ thủ vai Trung sĩ Alvin C. York trong Sergeant York.

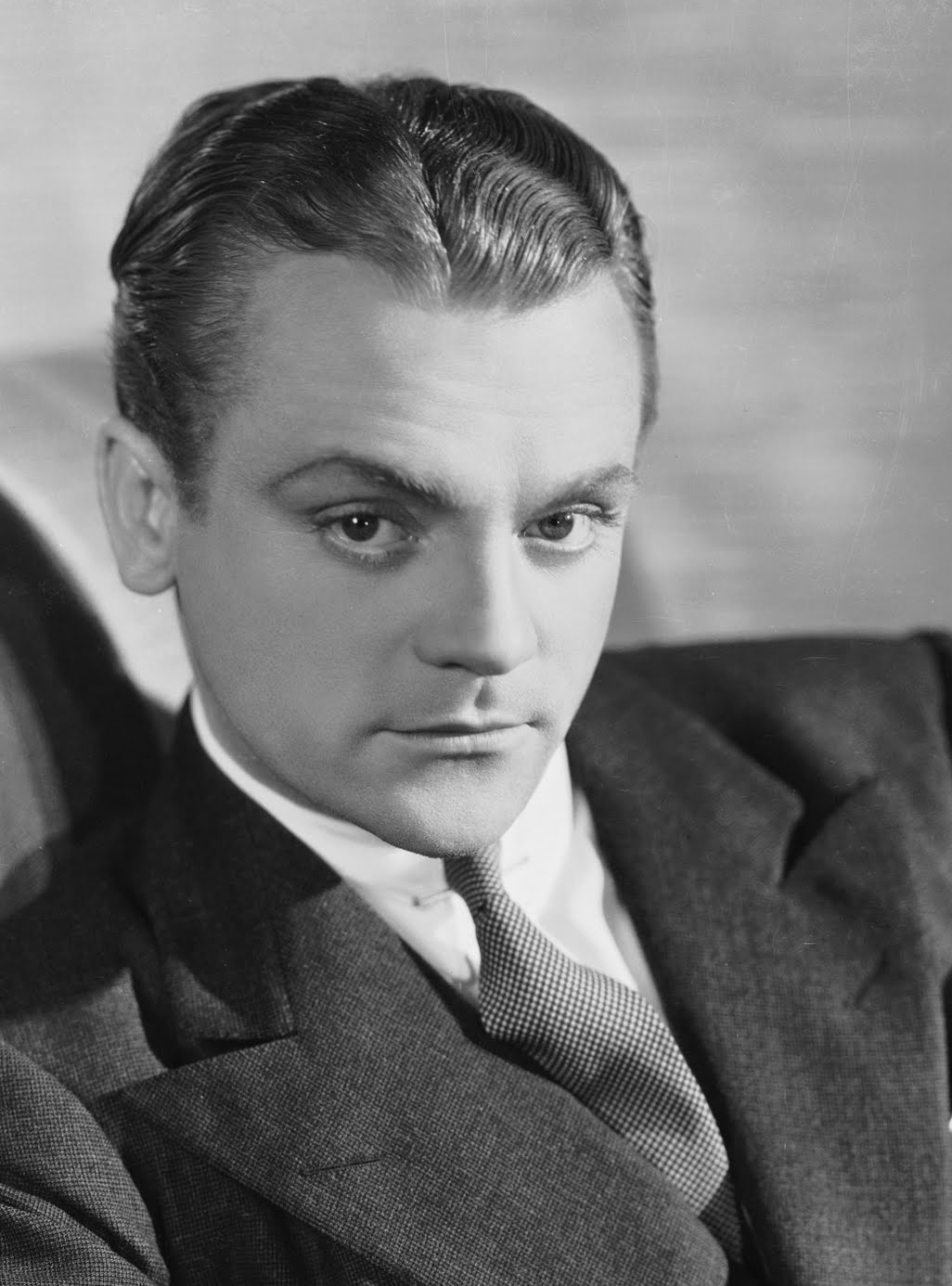
James Cagney thắng cử cho vai George M. Cohan trong Yankee Doodle Dandy.

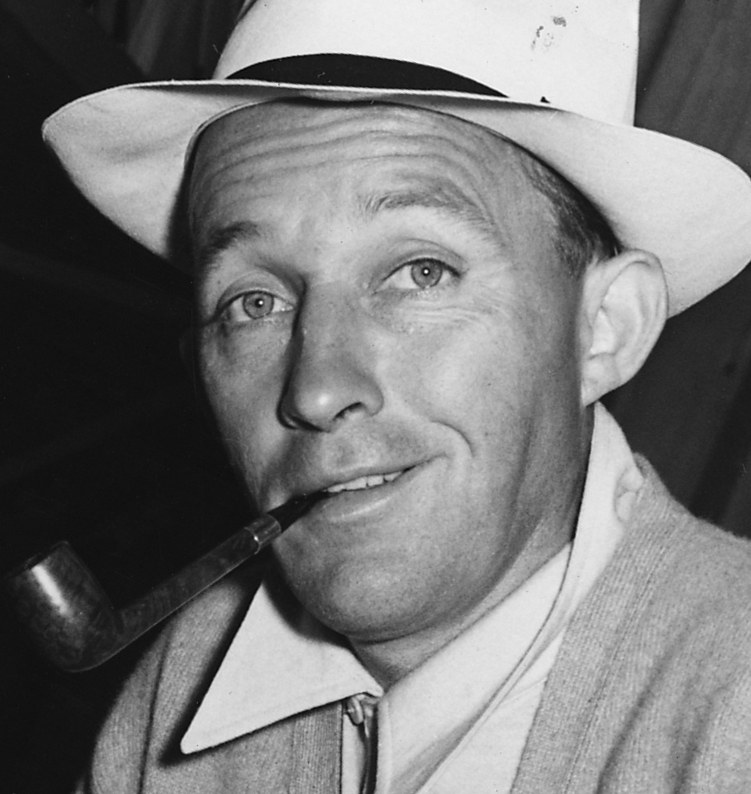
Bing Crosby thắng giải năm 1944 cho diễn xuất trong Going My Way.

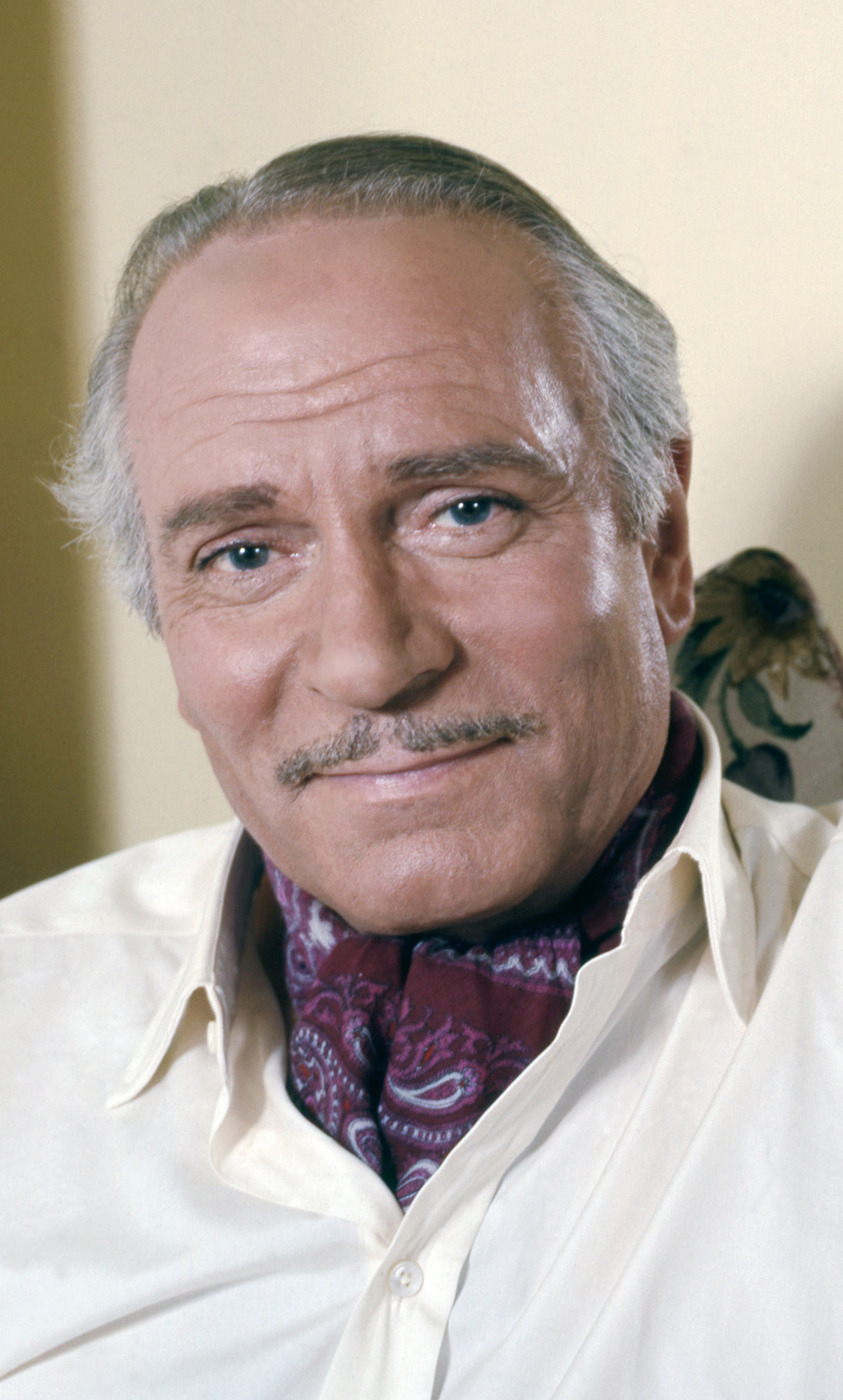
Laurence Olivier thắng cử năm 1948 cho vai diễn nhân vật chính trong Hamlet, một bộ phim do chính ông đạo diễn.

| Năm       | Diễn viên            | Phim                         | Vai diễn                          | Chú thích |
| --------- | -------------------- | ---------------------------- | --------------------------------- | --------- |
| 1940 (13) | James Stewart ‡      | The Philadelphia Story       | Macaulay "Mike" Connor            | [ 20 ]    |
| 1940 (13) | Charlie Chaplin      | The Great Dictator           | Adenoid Hynkel/The Barber         | [ 20 ]    |
| 1940 (13) | Henry Fonda          | The Grapes of Wrath          | Tom Joad                          | [ 20 ]    |
| 1940 (13) | Raymond Massey       | Abe Lincoln in Illinois      | Abraham Lincoln                   | [ 20 ]    |
| 1940 (13) | Laurence Olivier     | Rebecca                      | 'Maxim' de Winter                 | [ 20 ]    |
| 1941 (14) | Gary Cooper ‡        | Sergeant York                | Trung sĩ Alvin C. York            | [ 21 ]    |
| 1941 (14) | Cary Grant           | Penny Serenade               | Roger Adams                       | [ 21 ]    |
| 1941 (14) | Walter Huston        | The Devil and Daniel Webster | Mr. Scratch                       | [ 21 ]    |
| 1941 (14) | Robert Montgomery    | Here Comes Mr. Jordan        | Joe Pendleton                     | [ 21 ]    |
| 1941 (14) | Orson Welles         | Công dân Kane                | Charles Foster Kane               | [ 21 ]    |
| 1942 (15) | James Cagney ‡       | Yankee Doodle Dandy          | George M. Cohan                   | [ 22 ]    |
| 1942 (15) | Ronald Colman        | Random Harvest               | Charles Rainier                   | [ 22 ]    |
| 1942 (15) | Gary Cooper          | The Pride of the Yankees     | Lou Gehrig                        | [ 22 ]    |
| 1942 (15) | Walter Pidgeon       | Mrs. Miniver                 | Clem Miniver                      | [ 22 ]    |
| 1942 (15) | Monty Woolley        | The Pied Piper               | Howard                            | [ 22 ]    |
| 1943 (16) | Paul Lukas ‡         | Watch on the Rhine           | Kurt Muller                       | [ 23 ]    |
| 1943 (16) | Humphrey Bogart      | Casablanca                   | Rick Blaine                       | [ 23 ]    |
| 1943 (16) | Gary Cooper          | For Whom the Bell Tolls      | Robert Jordan                     | [ 23 ]    |
| 1943 (16) | Walter Pidgeon       | Madame Curie                 | Pierre Curie                      | [ 23 ]    |
| 1943 (16) | Mickey Rooney        | The Human Comedy             | Homer Macauley                    | [ 23 ]    |
| 1944 (17) | Bing Crosby ‡        | Going My Way                 | Cha xứ Chuck O'Malley             | [ 24 ]    |
| 1944 (17) | Charles Boyer        | Gaslight                     | Gregory Anton                     | [ 24 ]    |
| 1944 (17) | Barry Fitzgerald     | Going My Way                 | Father Fitzgibbon                 | [ 24 ]    |
| 1944 (17) | Cary Grant           | None but the Lonely Heart    | Ernie Mott                        | [ 24 ]    |
| 1944 (17) | Alexander Knox       | Wilson                       | Woodrow Wilson                    | [ 24 ]    |
| 1945 (18) | Ray Milland ‡        | The Lost Weekend             | Don Birnam                        | [ 25 ]    |
| 1945 (18) | Bing Crosby          | The Bells of St. Mary's      | Cha Chuck O'Malley                | [ 25 ]    |
| 1945 (18) | Gene Kelly           | Anchors Aweigh               | Joseph Brady                      | [ 25 ]    |
| 1945 (18) | Gregory Peck         | The Keys of the Kingdom      | Father Francis                    | [ 25 ]    |
| 1945 (18) | Cornel Wilde         | A Song to Remember           | Frédéric Chopin                   | [ 25 ]    |
| 1946 (19) | Fredric March ‡      | The Best Years of Our Lives  | Al Stephenson                     | [ 26 ]    |
| 1946 (19) | Laurence Olivier     | Henry V                      | Vua Henry V của Anh               | [ 26 ]    |
| 1946 (19) | Larry Parks          | The Jolson Story             | Al Jolson                         | [ 26 ]    |
| 1946 (19) | Gregory Peck         | The Yearling                 | Ezra "Penny" Baxter               | [ 26 ]    |
| 1946 (19) | James Stewart        | It's a Wonderful Life        | George Bailey                     | [ 26 ]    |
| 1947 (20) | Ronald Colman ‡      | A Double Life                | Anthony John                      | [ 27 ]    |
| 1947 (20) | John Garfield        | Body and Soul                | Charlie Davis                     | [ 27 ]    |
| 1947 (20) | Gregory Peck         | Gentleman's Agreement        | Philip Schuyler Green             | [ 27 ]    |
| 1947 (20) | William Powell       | Life with Father             | Clarence Day, Sr.                 | [ 27 ]    |
| 1947 (20) | Michael Redgrave     | Mourning Becomes Electra     | Orin Mannon                       | [ 27 ]    |
| 1948 (21) | Laurence Olivier ‡   | Hamlet                       | Hoàng tử Hamlet của Đan Mạch      | [ 28 ]    |
| 1948 (21) | Lew Ayres            | Johnny Belinda               | Tiến sĩ Robert Richardson         | [ 28 ]    |
| 1948 (21) | Montgomery Clift     | The Search                   | Ralph "Steve" Stevenson           | [ 28 ]    |
| 1948 (21) | Dan Dailey           | When My Baby Smiles at Me    | "Skid" Johnson                    | [ 28 ]    |
| 1948 (21) | Clifton Webb         | Sitting Pretty               | Lynn Aloysius Belvedere           | [ 28 ]    |
| 1949 (22) | Broderick Crawford ‡ | All the King's Men           | Willie Stark                      | [ 29 ]    |
| 1949 (22) | Kirk Douglas         | Champion                     | Michael "Midge" Kelly             | [ 29 ]    |
| 1949 (22) | Gregory Peck         | Twelve O'Clock High          | Trưởng lữ đoàn Frank Savage       | [ 29 ]    |
| 1949 (22) | Richard Todd         | The Hasty Heart              | Ha sĩ Lachlan "Lachie" MacLachlan | [ 29 ]    |
| 1949 (22) | John Wayne           | Sands of Iwo Jima            | Trung sĩ John M. Stryker          | [ 29 ]    |

### Thập niên 1950

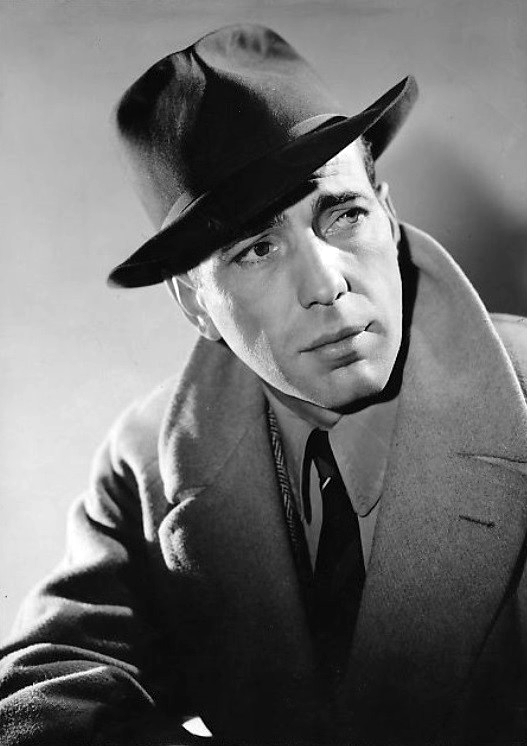
Humphrey Bogart giành chiến thắng nhờ diễn xuất trong The African Queen (1951).

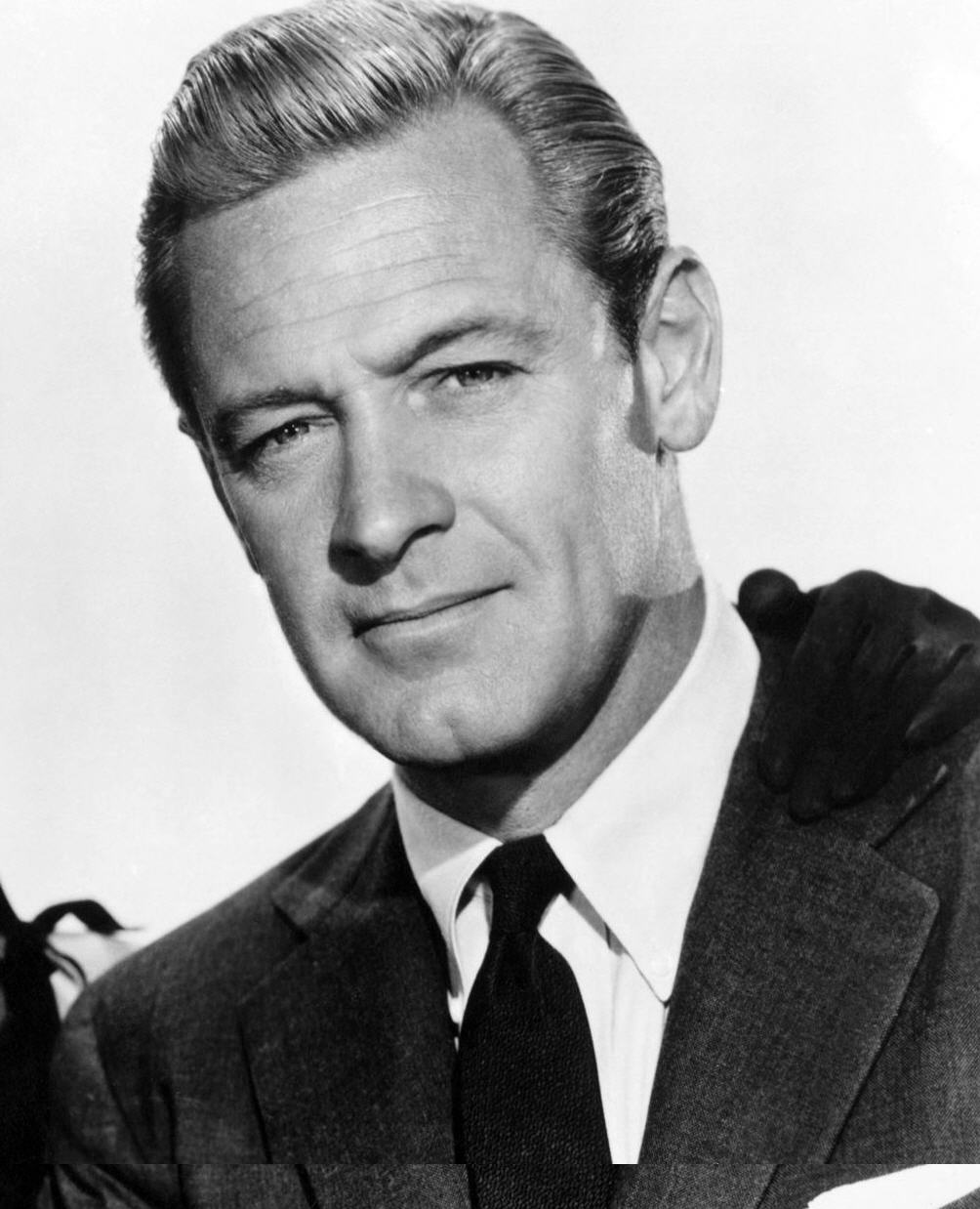
William Holden thắng cử nhờ màn thể hiện trong Stalag 17 (1953).

Alec Guinness thắng giải năm 1957 cho vai Trung tá L. Nicholson, D.S.O. trong The Bridge on the River Kwai.

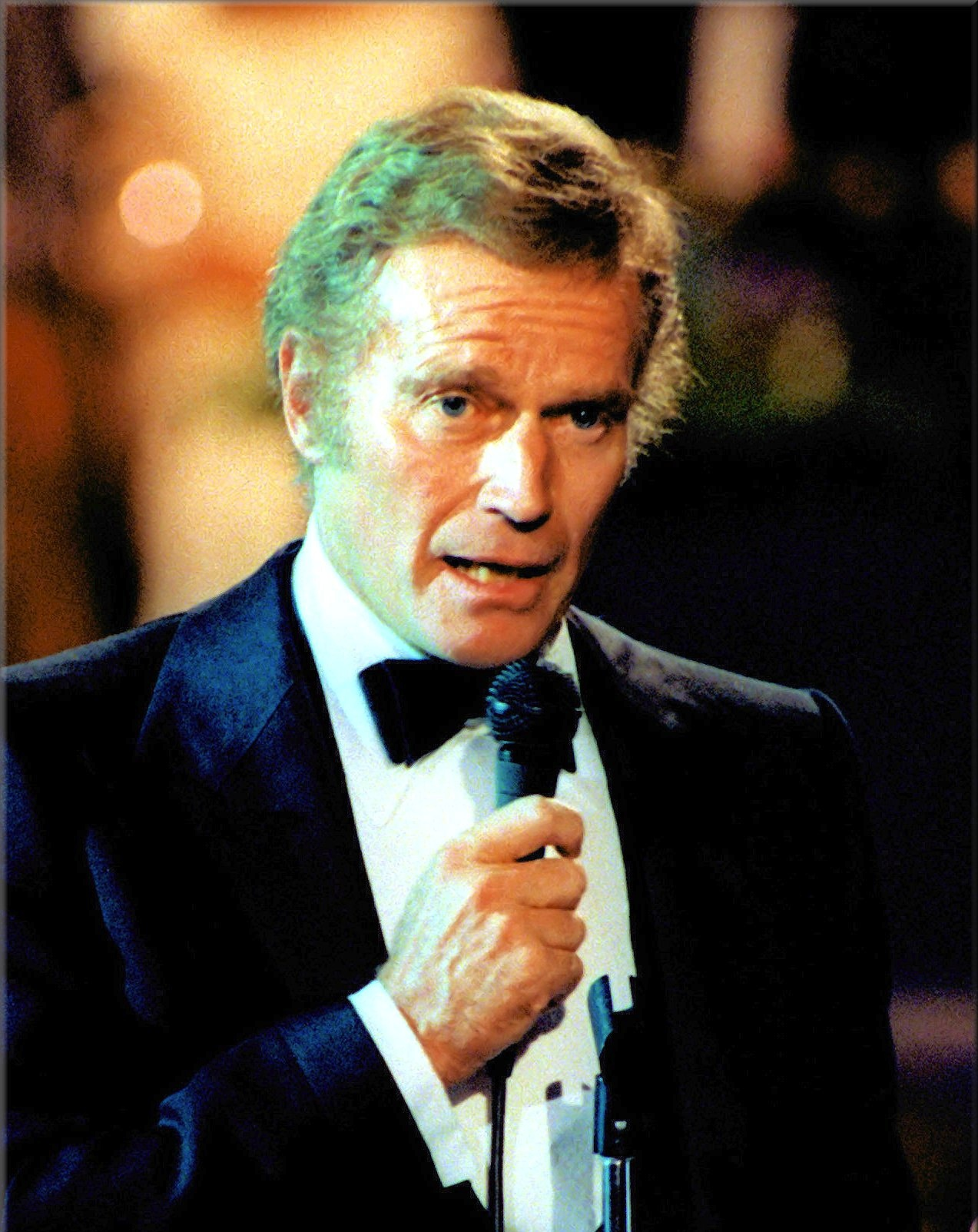
Charlton Heston đoạt giải năm 1959 nhờ thủ vai Judah Ben-Hur trong Ben-Hur.

| Năm       | Diễn viên         | Phim                          | Vai diễn                                                     | Chú thích |
| --------- | ----------------- | ----------------------------- | ------------------------------------------------------------ | --------- |
| 1950 (23) | José Ferrer ‡     | Cyrano de Bergerac            | Cyrano de Bergerac                                           | [ 30 ]    |
| 1950 (23) | Louis Calhern     | The Magnificent Yankee        | Oliver Wendell Holmes                                        | [ 30 ]    |
| 1950 (23) | William Holden    | Sunset Boulevard              | Joe Gillis                                                   | [ 30 ]    |
| 1950 (23) | James Stewart     | Harvey                        | Elwood P. Dowd                                               | [ 30 ]    |
| 1950 (23) | Spencer Tracy     | Father of the Bride           | Stanley T. Banks                                             | [ 30 ]    |
| 1951 (24) | Humphrey Bogart ‡ | The African Queen             | Charlie Allnut                                               | [ 31 ]    |
| 1951 (24) | Marlon Brando     | A Streetcar Named Desire      | Stanley Kowalski                                             | [ 31 ]    |
| 1951 (24) | Montgomery Clift  | A Place in the Sun            | George Eastman                                               | [ 31 ]    |
| 1951 (24) | Arthur Kennedy    | Bright Victory                | Larry Nevins                                                 | [ 31 ]    |
| 1951 (24) | Fredric March     | Death of a Salesman           | Willy Loman                                                  | [ 31 ]    |
| 1952 (25) | Gary Cooper ‡     | High Noon                     | Marshal Will Kane                                            | [ 32 ]    |
| 1952 (25) | Marlon Brando     | Viva Zapata!                  | Emiliano Zapata                                              | [ 32 ]    |
| 1952 (25) | Kirk Douglas      | The Bad and the Beautiful     | Jonathan Shields                                             | [ 32 ]    |
| 1952 (25) | José Ferrer       | Moulin Rouge                  | Henri de Toulouse-Lautrec Comte Alphonse de Toulouse-Lautrec | [ 32 ]    |
| 1952 (25) | Alec Guinness     | The Lavender Hill Mob         | Holland                                                      | [ 32 ]    |
| 1953 (26) | William Holden ‡  | Stalag 17                     | Trung sĩ J.J. Sefton                                         | [ 33 ]    |
| 1953 (26) | Marlon Brando     | Julius Caesar                 | Mark Antony                                                  | [ 33 ]    |
| 1953 (26) | Richard Burton    | The Robe                      | Marcellus Gallio                                             | [ 33 ]    |
| 1953 (26) | Montgomery Clift  | From Here to Eternity         | Pvt. Robert E. Lee 'Prew' Prewitt                            | [ 33 ]    |
| 1953 (26) | Burt Lancaster    | From Here to Eternity         | Trung sĩ thứ nhất Milton Warden                              | [ 33 ]    |
| 1954 (27) | Marlon Brando ‡   | On the Waterfront             | Terry Malloy                                                 | [ 34 ]    |
| 1954 (27) | Humphrey Bogart   | The Caine Mutiny              | Lt. Cmdr. Philip Francis Queeg                               | [ 34 ]    |
| 1954 (27) | Bing Crosby       | The Country Girl              | Frank Elgin                                                  | [ 34 ]    |
| 1954 (27) | James Mason       | A Star Is Born                | Norman Maine                                                 | [ 34 ]    |
| 1954 (27) | Dan O'Herlihy     | Adventures of Robinson Crusoe | Robinson Crusoe                                              | [ 34 ]    |
| 1955 (28) | Ernest Borgnine ‡ | Marty                         | Marty Piletti                                                | [ 35 ]    |
| 1955 (28) | James Cagney      | Love Me or Leave Me           | Martin Snyder                                                | [ 35 ]    |
| 1955 (28) | James Dean *      | East of Eden                  | Cal Trask                                                    | [ 35 ]    |
| 1955 (28) | Frank Sinatra     | The Man with the Golden Arm   | Frankie Machine                                              | [ 35 ]    |
| 1955 (28) | Spencer Tracy     | Bad Day at Black Rock         | John J. Macreedy                                             | [ 35 ]    |
| 1956 (29) | Yul Brynner ‡     | The King and I                | Vua Rama IV của Xiêm                                         | [ 37 ]    |
| 1956 (29) | James Dean *      | Giant                         | Jett Rink                                                    | [ 37 ]    |
| 1956 (29) | Kirk Douglas      | Lust for Life                 | Vincent van Gogh                                             | [ 37 ]    |
| 1956 (29) | Rock Hudson       | Giant                         | Jordan "Bick" Benedict Jr.                                   | [ 37 ]    |
| 1956 (29) | Laurence Olivier  | Richard III                   | Vua Richard III của Anh                                      | [ 37 ]    |
| 1957 (30) | Alec Guinness ‡   | The Bridge on the River Kwai  | Trung tá L. Nicholson, D.S.O.                                | [ 38 ]    |
| 1957 (30) | Marlon Brando     | Sayonara                      | Tướng Lloyd "Ace" Gruver, USAF                               | [ 38 ]    |
| 1957 (30) | Anthony Franciosa | A Hatful of Rain              | Polo Pope                                                    | [ 38 ]    |
| 1957 (30) | Charles Laughton  | Witness for the Prosecution   | Sir Wilfrid Robarts                                          | [ 38 ]    |
| 1957 (30) | Anthony Quinn     | Wild Is the Wind              | Gino                                                         | [ 38 ]    |
| 1958 (31) | David Niven ‡     | Separate Tables               | Tướng Angus Pollock                                          | [ 39 ]    |
| 1958 (31) | Tony Curtis       | The Defiant Ones              | John 'Joker' Jackson                                         | [ 39 ]    |
| 1958 (31) | Paul Newman       | Cat on a Hot Tin Roof         | Brick Pollitt                                                | [ 39 ]    |
| 1958 (31) | Sidney Poitier    | The Defiant Ones              | Noah Cullen                                                  | [ 39 ]    |
| 1958 (31) | Spencer Tracy     | The Old Man and the Sea       | The Old Man                                                  | [ 39 ]    |
| 1959 (32) | Charlton Heston ‡ | Ben-Hur                       | Judah Ben-Hur                                                | [ 40 ]    |
| 1959 (32) | Laurence Harvey   | Room at the Top               | Joe Lampton                                                  | [ 40 ]    |
| 1959 (32) | Jack Lemmon       | Some Like It Hot              | Jerry / Daphne                                               | [ 40 ]    |
| 1959 (32) | Paul Muni         | The Last Angry Man            | Dr. Sam Abelman                                              | [ 40 ]    |
| 1959 (32) | James Stewart     | Anatomy of a Murder           | Paul Biegler                                                 | [ 40 ]    |

### Thập niên 1960

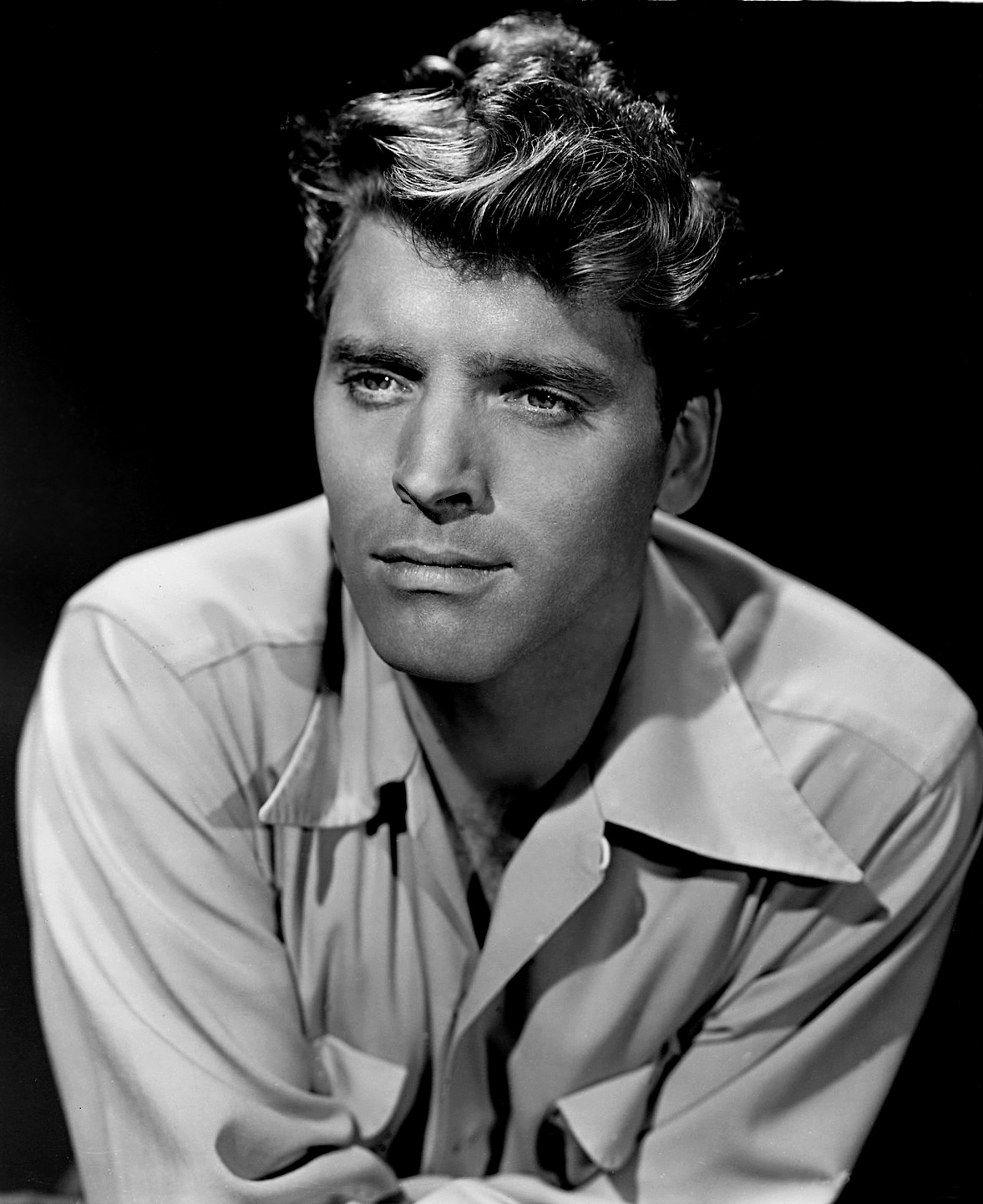
Burt Lancaster đoạt giải năm 1960 cho vai Elmer Gantry trong bộ phim cùng tên.

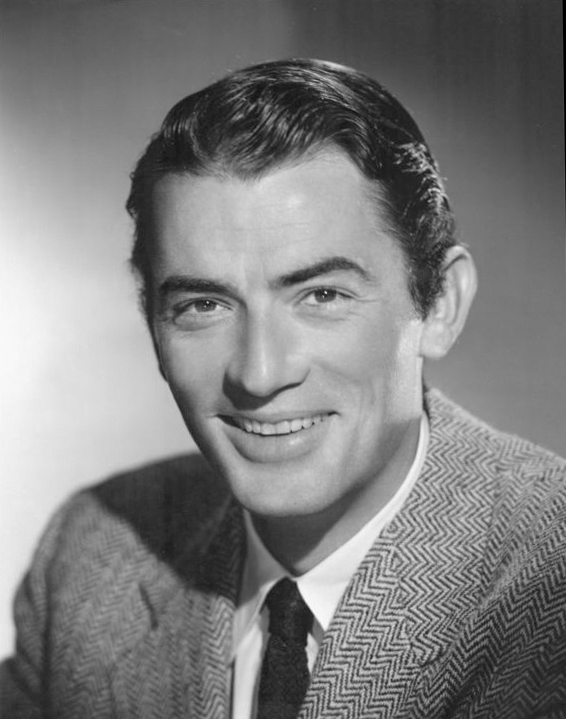
Gregory Peck thắng giải năm 1962 cho diễn xuất trong Giết con chim nhại.

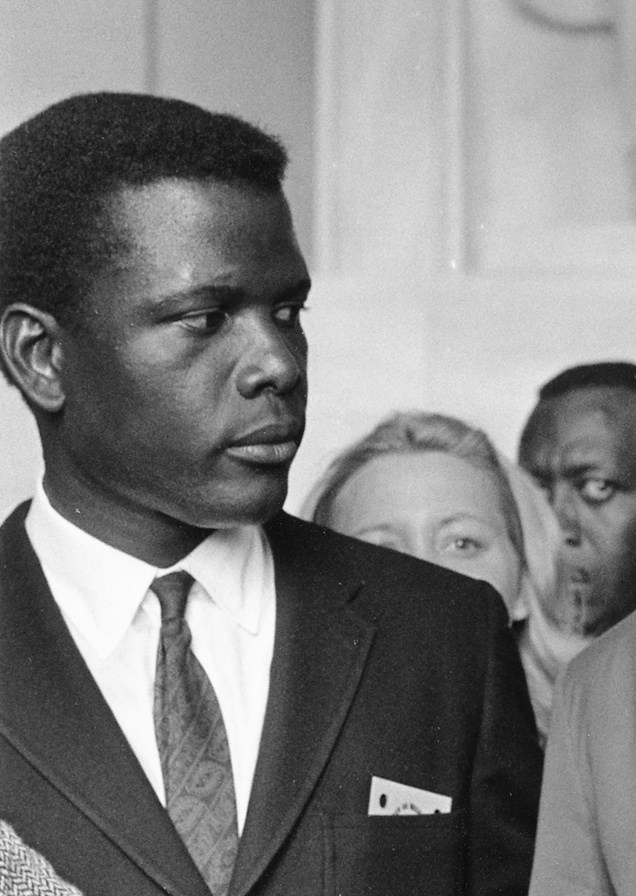
Sidney Poitier thắng cử năm 1963 cho diễn xuất trong Lilies of the Field, qua đó trở thành diễn viên da màu đầu tiên nhận tượng vàng Oscar.

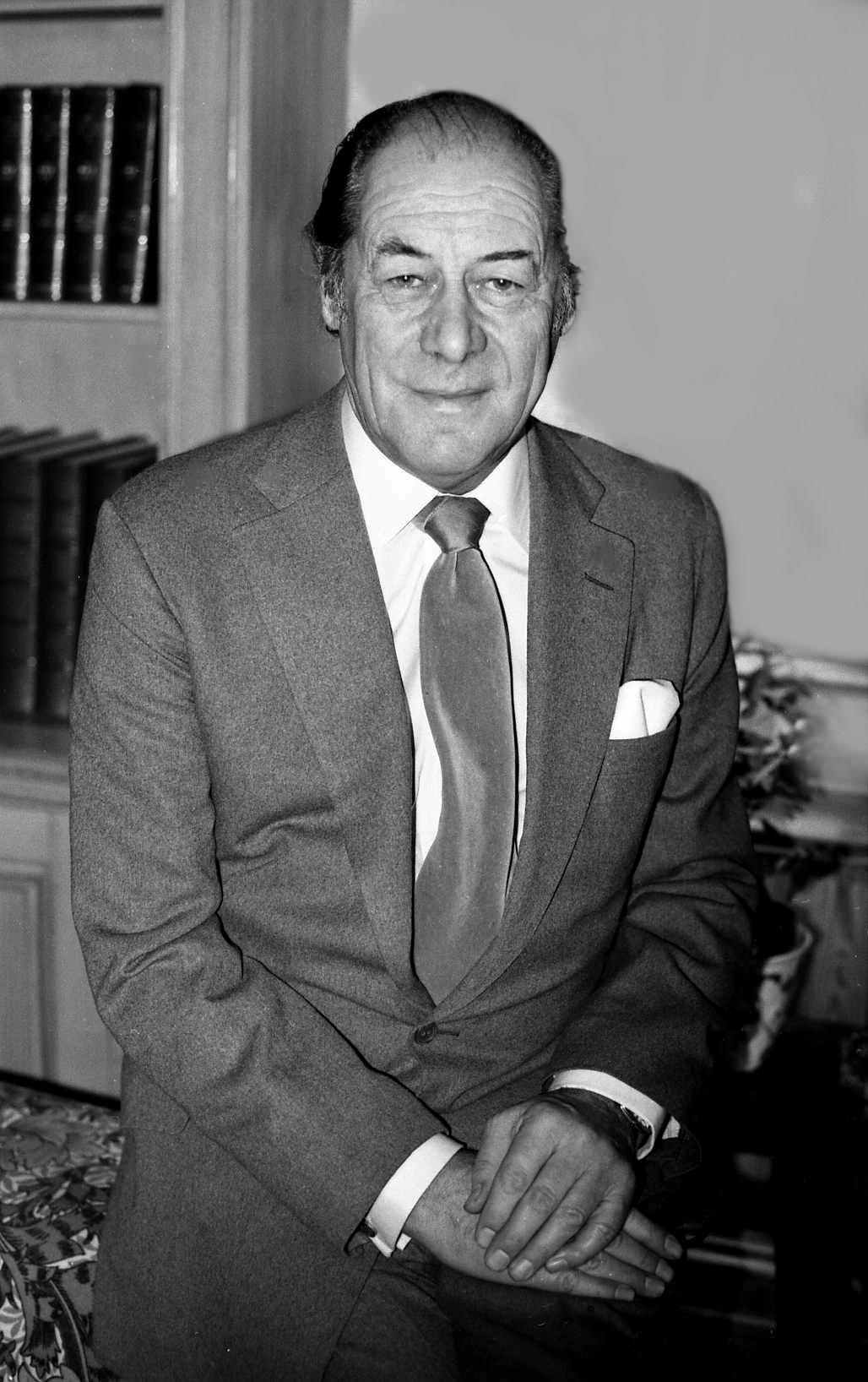
Rex Harrison giành giải năm 1964 nhờ diễn xuất trong My Fair Lady.

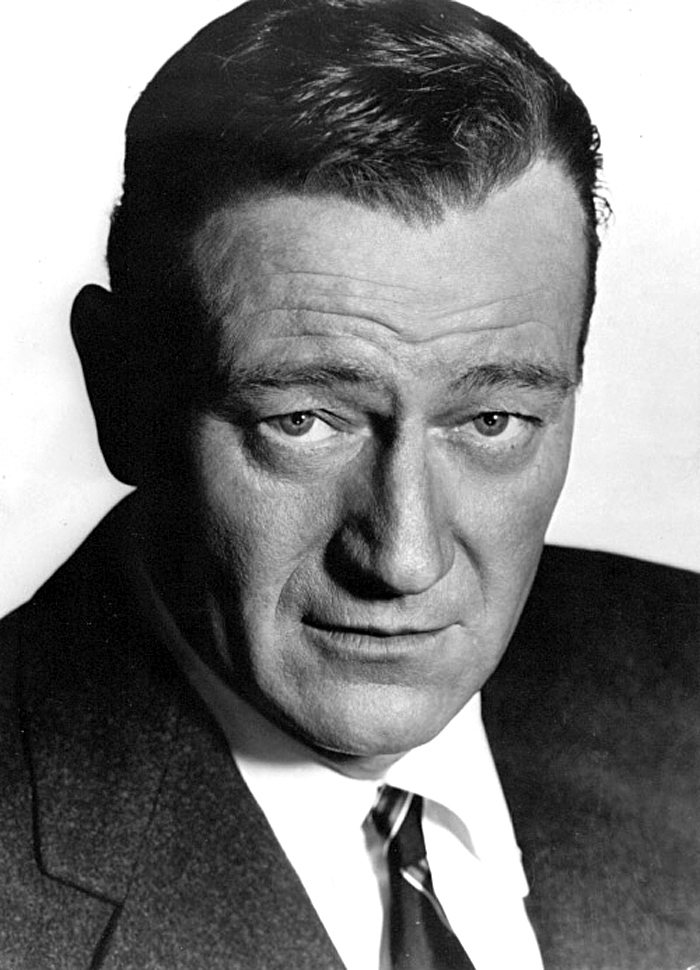
John Wayne thắng cử năm 1969 nhờ đóng Reuben "Rooster" Cogburn trong True Grit.

| Năm       | Diễn viên            | Phim                                             | Vai diễn                                                                | Chú thích |
| --------- | -------------------- | ------------------------------------------------ | ----------------------------------------------------------------------- | --------- |
| 1960 (33) | Burt Lancaster ‡     | Elmer Gantry                                     | Elmer Gantry                                                            | [ 42 ]    |
| 1960 (33) | Trevor Howard        | Sons and Lovers                                  | Walter Morel                                                            | [ 42 ]    |
| 1960 (33) | Jack Lemmon          | The Apartment                                    | C. C. "Bud" Baxter                                                      | [ 42 ]    |
| 1960 (33) | Laurence Olivier     | The Entertainer                                  | Archie Rice                                                             | [ 42 ]    |
| 1960 (33) | Spencer Tracy        | Inherit the Wind                                 | Henry Drummond                                                          | [ 42 ]    |
| 1961 (34) | Maximilian Schell ‡  | Judgment at Nuremberg                            | Hans Rolfe                                                              | [ 43 ]    |
| 1961 (34) | Charles Boyer        | Fanny                                            | Cesar                                                                   | [ 43 ]    |
| 1961 (34) | Paul Newman          | The Hustler                                      | Eddie Felson                                                            | [ 43 ]    |
| 1961 (34) | Spencer Tracy        | Judgment at Nuremberg                            | Chief Judge Dan Haywood                                                 | [ 43 ]    |
| 1961 (34) | Stuart Whitman       | The Mark                                         | Jim Fuller                                                              | [ 43 ]    |
| 1962 (35) | Gregory Peck ‡       | Giết con chim nhại                               | Atticus Finch                                                           | [ 44 ]    |
| 1962 (35) | Burt Lancaster       | Birdman of Alcatraz                              | Robert Franklin Stroud                                                  | [ 44 ]    |
| 1962 (35) | Jack Lemmon          | Days of Wine and Roses                           | Joe Clay                                                                | [ 44 ]    |
| 1962 (35) | Marcello Mastroianni | Divorce Italian Style                            | Ferdinando Cefalù                                                       | [ 44 ]    |
| 1962 (35) | Peter O'Toole        | Lawrence xứ Ả Rập                                | T. E. Lawrence                                                          | [ 44 ]    |
| 1963 (36) | Sidney Poitier ‡     | Lilies of the Field                              | Homer Smith                                                             | [ 45 ]    |
| 1963 (36) | Albert Finney        | Tom Jones                                        | Tom Jones                                                               | [ 45 ]    |
| 1963 (36) | Richard Harris       | This Sporting Life                               | Frank Machin                                                            | [ 45 ]    |
| 1963 (36) | Rex Harrison         | Cleopatra                                        | Julius Caesar                                                           | [ 45 ]    |
| 1963 (36) | Paul Newman          | Hud                                              | Hud Bannon                                                              | [ 45 ]    |
| 1964 (37) | Rex Harrison ‡       | My Fair Lady                                     | Giáo sư Henry Higgins                                                   | [ 46 ]    |
| 1964 (37) | Richard Burton       | Becket                                           | Thomas Becket                                                           | [ 46 ]    |
| 1964 (37) | Peter O'Toole        | Becket                                           | Vua Henry II của Anh                                                    | [ 46 ]    |
| 1964 (37) | Anthony Quinn        | Zorba the Greek                                  | Alexis Zorba                                                            | [ 46 ]    |
| 1964 (37) | Peter Sellers        | Dr. Strangelove                                  | Group Captain Lionel Mandrake Tổng thống Merkin Muffley Dr. Strangelove | [ 46 ]    |
| 1965 (38) | Lee Marvin ‡         | Cat Ballou                                       | Kid Shelleen Tim Strawn                                                 | [ 47 ]    |
| 1965 (38) | Richard Burton       | The Spy Who Came in from the Cold                | Alec Leamas                                                             | [ 47 ]    |
| 1965 (38) | Laurence Olivier     | Othello                                          | Othello                                                                 | [ 47 ]    |
| 1965 (38) | Rod Steiger          | The Pawnbroker                                   | Sol Nazerman                                                            | [ 47 ]    |
| 1965 (38) | Oskar Werner         | Ship of Fools                                    | Willie Schumann                                                         | [ 47 ]    |
| 1966 (39) | Paul Scofield ‡      | A Man for All Seasons                            | Sir Thomas More                                                         | [ 48 ]    |
| 1966 (39) | Alan Arkin           | The Russians Are Coming, the Russians Are Coming | Lt. Rozanov                                                             | [ 48 ]    |
| 1966 (39) | Richard Burton       | Who's Afraid of Virginia Woolf?                  | George                                                                  | [ 48 ]    |
| 1966 (39) | Michael Caine        | Alfie                                            | Alfie Elkins                                                            | [ 48 ]    |
| 1966 (39) | Steve McQueen        | The Sand Pebbles                                 | Jake Holman                                                             | [ 48 ]    |
| 1967 (40) | Rod Steiger ‡        | In the Heat of the Night                         | Cảnh sát trưởng Bill Gillespie                                          | [ 49 ]    |
| 1967 (40) | Warren Beatty        | Bonnie and Clyde                                 | Clyde Barrow                                                            | [ 49 ]    |
| 1967 (40) | Dustin Hoffman       | The Graduate                                     | Benjamin Braddock                                                       | [ 49 ]    |
| 1967 (40) | Paul Newman          | Cool Hand Luke                                   | Lucas "Cool Hand Luke" Jackson                                          | [ 49 ]    |
| 1967 (40) | Spencer Tracy *      | Guess Who's Coming to Dinner                     | Matt Drayton                                                            | [ 49 ]    |
| 1968 (41) | Cliff Robertson ‡    | Charly                                           | Charly Gordon                                                           | [ 50 ]    |
| 1968 (41) | Alan Arkin           | The Heart Is a Lonely Hunter                     | John Singer                                                             | [ 50 ]    |
| 1968 (41) | Alan Bates           | The Fixer                                        | Yakov Bok                                                               | [ 50 ]    |
| 1968 (41) | Ron Moody            | Oliver!                                          | Fagin                                                                   | [ 50 ]    |
| 1968 (41) | Peter O'Toole        | The Lion in Winter                               | Vua Henry II của Anh                                                    | [ 50 ]    |
| 1969 (42) | John Wayne ‡         | True Grit                                        | Reuben "Rooster" Cogburn                                                | [ 51 ]    |
| 1969 (42) | Richard Burton       | Anne of the Thousand Days                        | Vua Henry VIII của Anh                                                  | [ 51 ]    |
| 1969 (42) | Dustin Hoffman       | Midnight Cowboy                                  | Enrico Salvatore "Ratso" "Rico" Rizzo                                   | [ 51 ]    |
| 1969 (42) | Peter O'Toole        | Goodbye, Mr. Chips                               | Arthur Chipping                                                         | [ 51 ]    |
| 1969 (42) | Jon Voight           | Midnight Cowboy                                  | Joe Buck                                                                | [ 51 ]    |

### Thập niên 1970

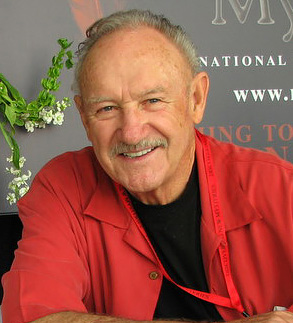
Gene Hackman thắng cử năm 1971 cho vai Thám tử Jimmy "Popeye" Doyle trong The French Connection.

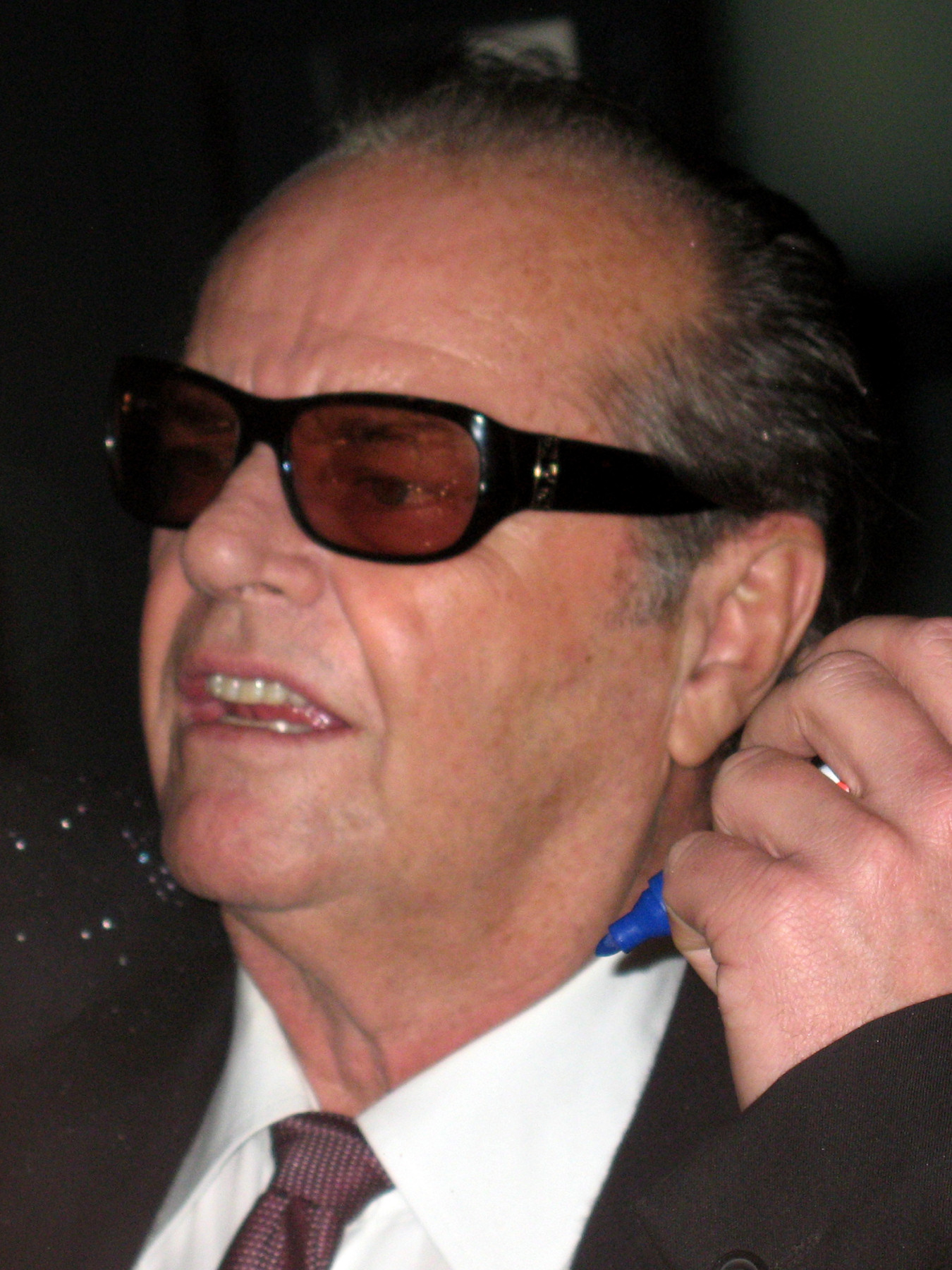
Jack Nicholson đoạt giải hai lần cho những vai diễn trong Bay trên tổ chim cúc cu (1975) và As Good as It Gets (1997).

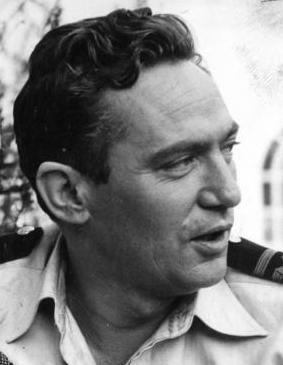
Peter Finch trở thành người đầu tiên thắng giải sau khi chết, nhờ diễn xuất trong Network.

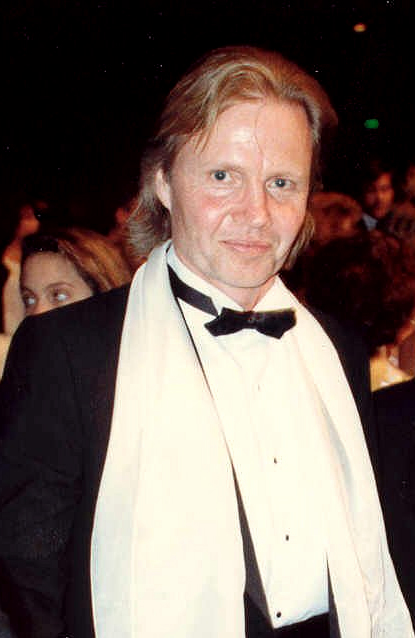
Jon Voight đoạt giải năm 1978 với vai Luke Martin trong Coming Home.

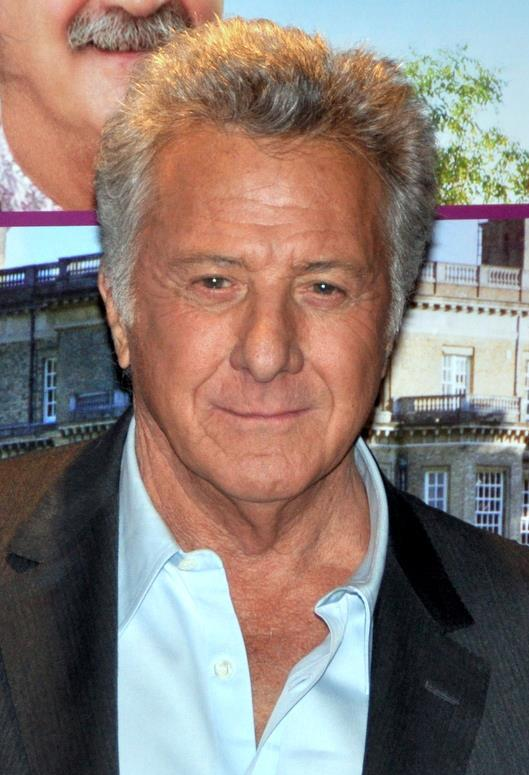
Dustin Hoffman thắng giải hai lần nhờ diễ̃n xuất trong Kramer vs. Kramer (1979) và Rain Man (1988).

| Năm       | Diễn viên            | Phim                         | Vai diễn                                         | Chú thích |
| --------- | -------------------- | ---------------------------- | ------------------------------------------------ | --------- |
| 1970 (43) | George C. Scott §    | Patton                       | Tướng George S. Patton Jr.                       | [ 53 ]    |
| 1970 (43) | Melvyn Douglas       | I Never Sang for My Father   | Tom Garrison                                     | [ 53 ]    |
| 1970 (43) | James Earl Jones     | The Great White Hope         | Jack Jefferson                                   | [ 53 ]    |
| 1970 (43) | Jack Nicholson       | Five Easy Pieces             | Robert Eroica Dupea                              | [ 53 ]    |
| 1970 (43) | Ryan O'Neal          | Love Story                   | Oliver Barrett IV                                | [ 53 ]    |
| 1971 (44) | Gene Hackman ‡       | The French Connection        | Thám tử Jimmy "Popeye" Doyle                     | [ 54 ]    |
| 1971 (44) | Peter Finch          | Sunday Bloody Sunday         | Dr. Daniel Hirsh                                 | [ 54 ]    |
| 1971 (44) | Walter Matthau       | Kotch                        | Joseph P. Kotcher                                | [ 54 ]    |
| 1971 (44) | George C. Scott      | The Hospital                 | Dr. Herbert Bock                                 | [ 54 ]    |
| 1971 (44) | Topol                | Fiddler on the Roof          | Tevye                                            | [ 54 ]    |
| 1972 (45) | Marlon Brando §      | Bố già                       | Vito Corleone                                    | [ 55 ]    |
| 1972 (45) | Michael Caine        | Sleuth                       | Milo Tindle                                      | [ 55 ]    |
| 1972 (45) | Laurence Olivier     | Sleuth                       | Andrew Wyke                                      | [ 55 ]    |
| 1972 (45) | Peter O'Toole        | The Ruling Class             | Jack Gurney, 14th Earl of Gurney                 | [ 55 ]    |
| 1972 (45) | Paul Winfield        | Sounder                      | Nathan Lee Morgan                                | [ 55 ]    |
| 1973 (46) | Jack Lemmon ‡        | Save the Tiger               | Harry Stoner                                     | [ 56 ]    |
| 1973 (46) | Marlon Brando        | Last Tango in Paris          | Paul                                             | [ 56 ]    |
| 1973 (46) | Jack Nicholson       | The Last Detail              | Signalman First Class Billy L. "Badass" Buddusky | [ 56 ]    |
| 1973 (46) | Al Pacino            | Serpico                      | Frank Serpico                                    | [ 56 ]    |
| 1973 (46) | Robert Redford       | The Sting                    | Johnny "Kelly" Hooker                            | [ 56 ]    |
| 1974 (47) | Art Carney ‡         | Harry and Tonto              | Harry Coombes                                    | [ 57 ]    |
| 1974 (47) | Albert Finney        | Murder on the Orient Express | Hercule Poirot                                   | [ 57 ]    |
| 1974 (47) | Dustin Hoffman       | Lenny                        | Lenny Bruce                                      | [ 57 ]    |
| 1974 (47) | Jack Nicholson       | Chinatown                    | J. J. "Jake" Gittes                              | [ 57 ]    |
| 1974 (47) | Al Pacino            | The Godfather Part II        | Michael Corleone                                 | [ 57 ]    |
| 1975 (48) | Jack Nicholson ‡     | Bay trên tổ chim cúc cu      | Randle Patrick "Mac" McMurphy                    | [ 58 ]    |
| 1975 (48) | Walter Matthau       | The Sunshine Boys            | Willy Clark                                      | [ 58 ]    |
| 1975 (48) | Al Pacino            | Dog Day Afternoon            | Sonny Wortzik                                    | [ 58 ]    |
| 1975 (48) | Maximilian Schell    | The Man in the Glass Booth   | Arthur Goldman                                   | [ 58 ]    |
| 1975 (48) | James Whitmore       | Give 'em Hell, Harry!        | Harry S. Truman                                  | [ 58 ]    |
| 1976 (49) | Peter Finch ^        | Network                      | Howard Beale                                     | [ 59 ]    |
| 1976 (49) | Robert De Niro       | Taxi Driver                  | Travis Bickle                                    | [ 59 ]    |
| 1976 (49) | Giancarlo Giannini   | Seven Beauties               | Pasqualino Frafuso                               | [ 59 ]    |
| 1976 (49) | William Holden       | Network                      | Max Schumacher                                   | [ 59 ]    |
| 1976 (49) | Sylvester Stallone   | Rocky                        | Rocky Balboa                                     | [ 59 ]    |
| 1977 (50) | Richard Dreyfuss ‡   | The Goodbye Girl             | Elliot Garfield                                  | [ 60 ]    |
| 1977 (50) | Woody Allen          | Annie Hall                   | Alvy Singer                                      | [ 60 ]    |
| 1977 (50) | Richard Burton       | Equus                        | Martin Dysart                                    | [ 60 ]    |
| 1977 (50) | Marcello Mastroianni | A Special Day                | Gabriele                                         | [ 60 ]    |
| 1977 (50) | John Travolta        | Saturday Night Fever         | Anthony "Tony" Manero                            | [ 60 ]    |
| 1978 (51) | Jon Voight ‡         | Coming Home                  | Luke Martin                                      | [ 61 ]    |
| 1978 (51) | Warren Beatty        | Heaven Can Wait              | Joe Pendleton                                    | [ 61 ]    |
| 1978 (51) | Gary Busey           | The Buddy Holly Story        | Buddy Holly                                      | [ 61 ]    |
| 1978 (51) | Robert De Niro       | The Deer Hunter              | Michael Vronsky                                  | [ 61 ]    |
| 1978 (51) | Laurence Olivier     | The Boys from Brazil         | Ezra Lieberman                                   | [ 61 ]    |
| 1979 (52) | Dustin Hoffman ‡     | Kramer vs. Kramer            | Ted Kramer                                       | [ 62 ]    |
| 1979 (52) | Jack Lemmon          | The China Syndrome           | Jack Godell                                      | [ 62 ]    |
| 1979 (52) | Al Pacino            | ...And Justice for All       | Arthur Kirkland                                  | [ 62 ]    |
| 1979 (52) | Roy Scheider         | All That Jazz                | Joe Gideon                                       | [ 62 ]    |
| 1979 (52) | Peter Sellers        | Being There                  | Chance the Gardener, aka Chauncey Gardiner       | [ 62 ]    |

### Thập niên 1980

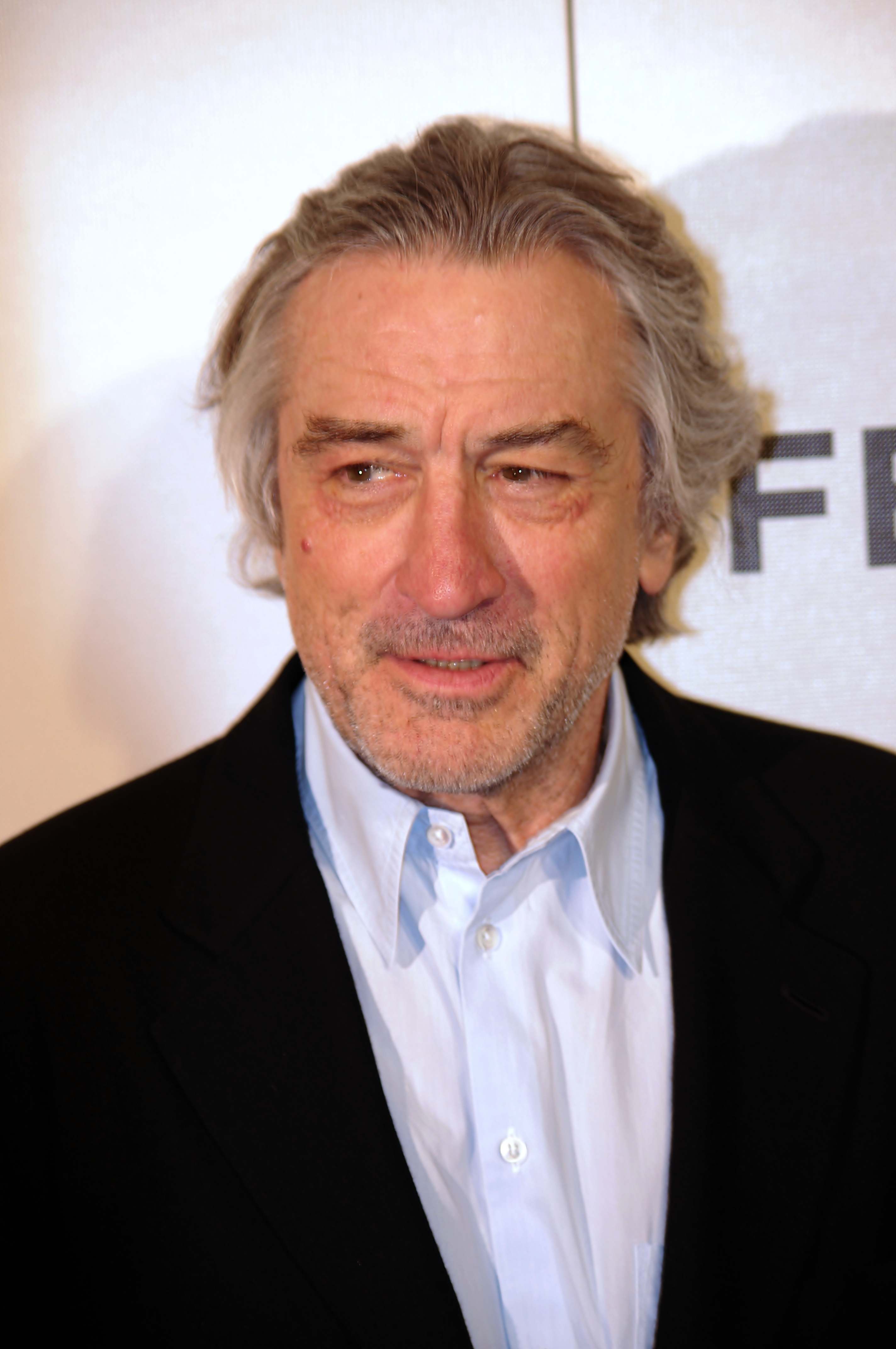
Robert De Niro thắng cử cho vai Jake LaMotta trong Raging Bull (1980).

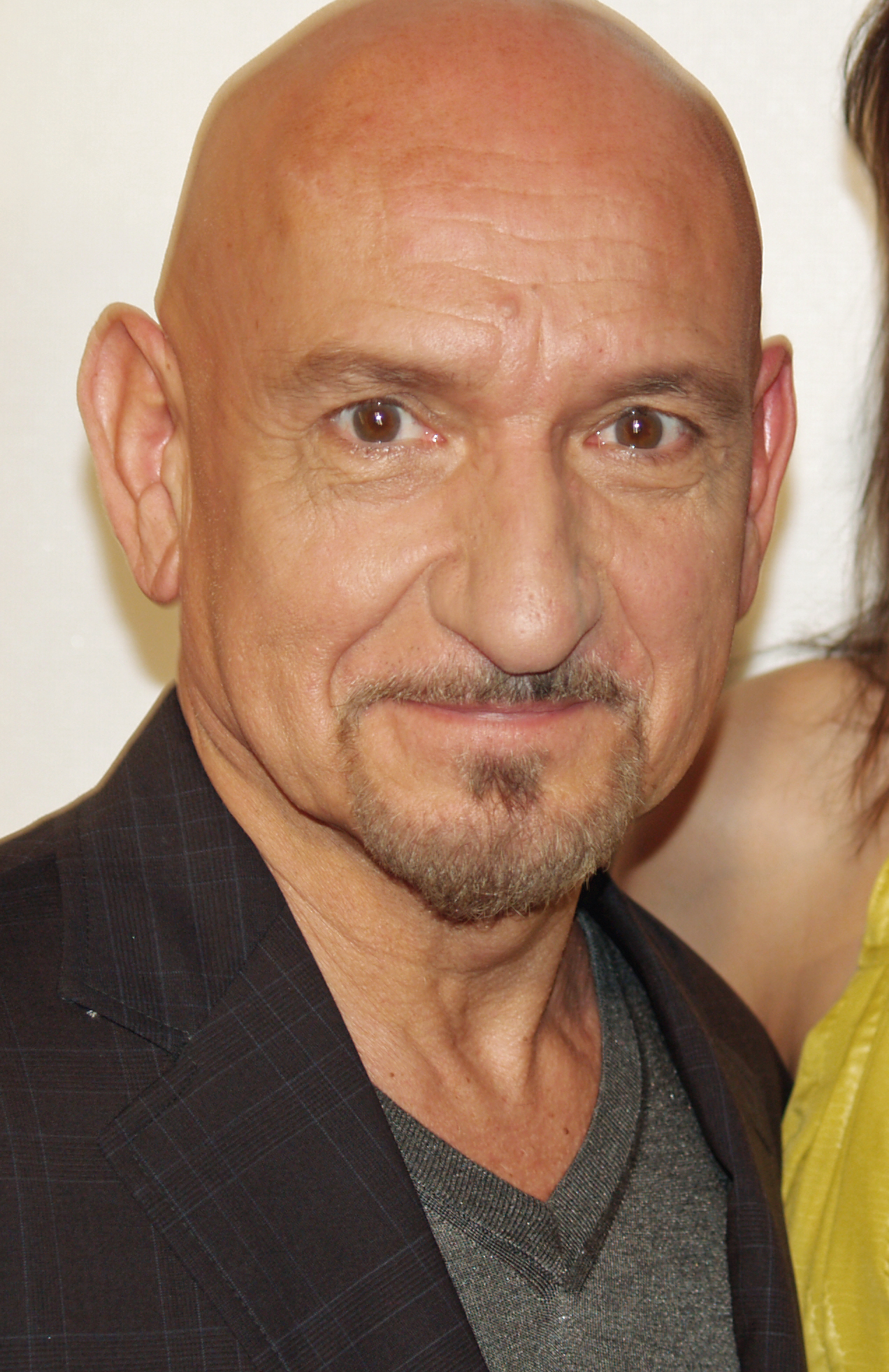
Ben Kingsley đoạt giải với vai nhân vật chính trong Gandhi (1982).

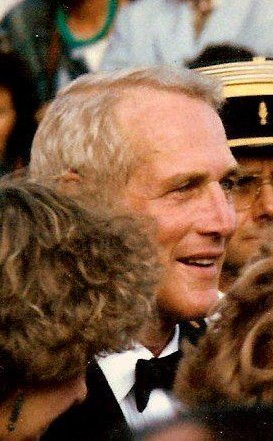
Paul Newman giành giải năm 1986 cho vai Fast Eddie Felson trong The Color of Money.

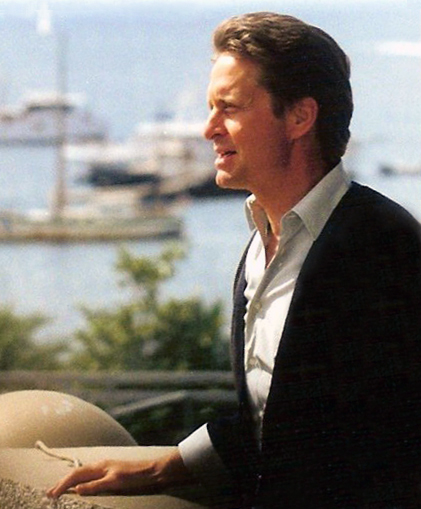
Michael Douglas thắng giải năm 1987 cho diễn xuất trong Wall Street.

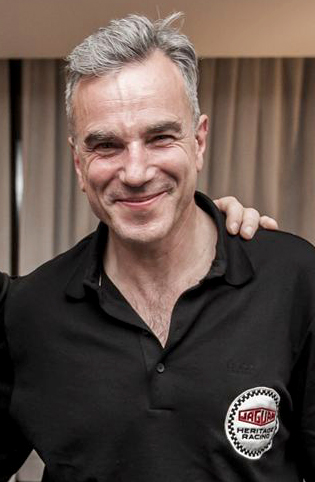
Daniel Day-Lewis là nam diễn viên đầu tiên đoạt giải ba lần cho những vai diễn trong My Left Foot (1989), There Will Be Blood (2007) và Lincoln (2012).

| Năm       | Diễn viên            | Phim                       | Vai diễn                                 | Chú thích |
| --------- | -------------------- | -------------------------- | ---------------------------------------- | --------- |
| 1980 (53) | Robert De Niro ‡     | Raging Bull                | Jake LaMotta                             | [ 63 ]    |
| 1980 (53) | Robert Duvall        | The Great Santini          | Lieutenant Colonel Wilbur "Bull" Meechum | [ 63 ]    |
| 1980 (53) | John Hurt            | The Elephant Man           | John Merrick                             | [ 63 ]    |
| 1980 (53) | Jack Lemmon          | Tribute                    | Scottie Templeton                        | [ 63 ]    |
| 1980 (53) | Peter O'Toole        | The Stunt Man              | Eli Cross                                | [ 63 ]    |
| 1981 (54) | Henry Fonda ‡        | On Golden Pond             | Norman Thayer Jr.                        | [ 64 ]    |
| 1981 (54) | Warren Beatty        | Reds                       | John Silas "Jack" Reed                   | [ 64 ]    |
| 1981 (54) | Burt Lancaster       | Atlantic City              | Lou Pascal                               | [ 64 ]    |
| 1981 (54) | Dudley Moore         | Arthur                     | Arthur Bach                              | [ 64 ]    |
| 1981 (54) | Paul Newman          | Absence of Malice          | Michael Colin Gallagher                  | [ 64 ]    |
| 1982 (55) | Ben Kingsley ‡       | Gandhi                     | Mohandas Karamchand Gandhi               | [ 65 ]    |
| 1982 (55) | Dustin Hoffman       | Tootsie                    | Michael Dorsey, aka Dorothy Michaels     | [ 65 ]    |
| 1982 (55) | Jack Lemmon          | Missing                    | Ed Horman                                | [ 65 ]    |
| 1982 (55) | Paul Newman          | The Verdict                | Frank Galvin                             | [ 65 ]    |
| 1982 (55) | Peter O'Toole        | My Favorite Year           | Alan Swann                               | [ 65 ]    |
| 1983 (56) | Robert Duvall ‡      | Tender Mercies             | Mac Sledge                               | [ 66 ]    |
| 1983 (56) | Michael Caine        | Educating Rita             | Dr. Frank Bryant                         | [ 66 ]    |
| 1983 (56) | Tom Conti            | Reuben, Reuben             | Gowan McGland                            | [ 66 ]    |
| 1983 (56) | Tom Courtenay        | The Dresser                | Norman                                   | [ 66 ]    |
| 1983 (56) | Albert Finney        | The Dresser                | Sir                                      | [ 66 ]    |
| 1984 (57) | F. Murray Abraham ‡  | Amadeus                    | Antonio Salieri                          | [ 67 ]    |
| 1984 (57) | Jeff Bridges         | Starman                    | Starman                                  | [ 67 ]    |
| 1984 (57) | Albert Finney        | Under the Volcano          | Geoffrey Firmin                          | [ 67 ]    |
| 1984 (57) | Tom Hulce            | Amadeus                    | Wolfgang Amadeus Mozart                  | [ 67 ]    |
| 1984 (57) | Sam Waterston        | The Killing Fields         | Sydney Schanberg                         | [ 67 ]    |
| 1985 (58) | William Hurt ‡       | Kiss of the Spider Woman   | Luis Molina                              | [ 68 ]    |
| 1985 (58) | Harrison Ford        | Witness                    | Detective Captain John Book              | [ 68 ]    |
| 1985 (58) | James Garner         | Murphy's Romance           | Murphy Jones                             | [ 68 ]    |
| 1985 (58) | Jack Nicholson       | Prizzi's Honor             | Charley Partanna                         | [ 68 ]    |
| 1985 (58) | Jon Voight           | Runaway Train              | Oscar "Manny" Manheim                    | [ 68 ]    |
| 1986 (59) | Paul Newman ‡        | The Color of Money         | Fast Eddie Felson                        | [ 69 ]    |
| 1986 (59) | Dexter Gordon        | Round Midnight             | Dale Turner                              | [ 69 ]    |
| 1986 (59) | Bob Hoskins          | Mona Lisa                  | George                                   | [ 69 ]    |
| 1986 (59) | William Hurt         | Children of a Lesser God   | James Leeds                              | [ 69 ]    |
| 1986 (59) | James Woods          | Salvador                   | Richard Boyle                            | [ 69 ]    |
| 1987 (60) | Michael Douglas ‡    | Wall Street                | Gordon Gekko                             | [ 70 ]    |
| 1987 (60) | William Hurt         | Broadcast News             | Tom Grunick                              | [ 70 ]    |
| 1987 (60) | Marcello Mastroianni | Dark Eyes                  | Romano                                   | [ 70 ]    |
| 1987 (60) | Jack Nicholson       | Ironweed                   | Francis Phelan                           | [ 70 ]    |
| 1987 (60) | Robin Williams       | Good Morning, Vietnam      | Adrian Cronauer                          | [ 70 ]    |
| 1988 (61) | Dustin Hoffman ‡     | Rain Man                   | Raymond Babbitt                          | [ 71 ]    |
| 1988 (61) | Gene Hackman         | Mississippi Burning        | Agent Rupert Anderson                    | [ 71 ]    |
| 1988 (61) | Tom Hanks            | Big                        | Josh Baskin                              | [ 71 ]    |
| 1988 (61) | Edward James Olmos   | Stand and Deliver          | Jaime Escalante                          | [ 71 ]    |
| 1988 (61) | Max von Sydow        | Pelle the Conqueror        | Lassefar                                 | [ 71 ]    |
| 1989 (62) | Daniel Day-Lewis ‡   | My Left Foot               | Christy Brown                            | [ 72 ]    |
| 1989 (62) | Kenneth Branagh      | Henry V                    | Vua Henry V của Anh                      | [ 72 ]    |
| 1989 (62) | Tom Cruise           | Born on the Fourth of July | Ron Kovic                                | [ 72 ]    |
| 1989 (62) | Morgan Freeman       | Driving Miss Daisy         | Hoke Colburn                             | [ 72 ]    |
| 1989 (62) | Robin Williams       | Dead Poets Society         | John Charles "Keats" Keating             | [ 72 ]    |

### Thập niên 1990

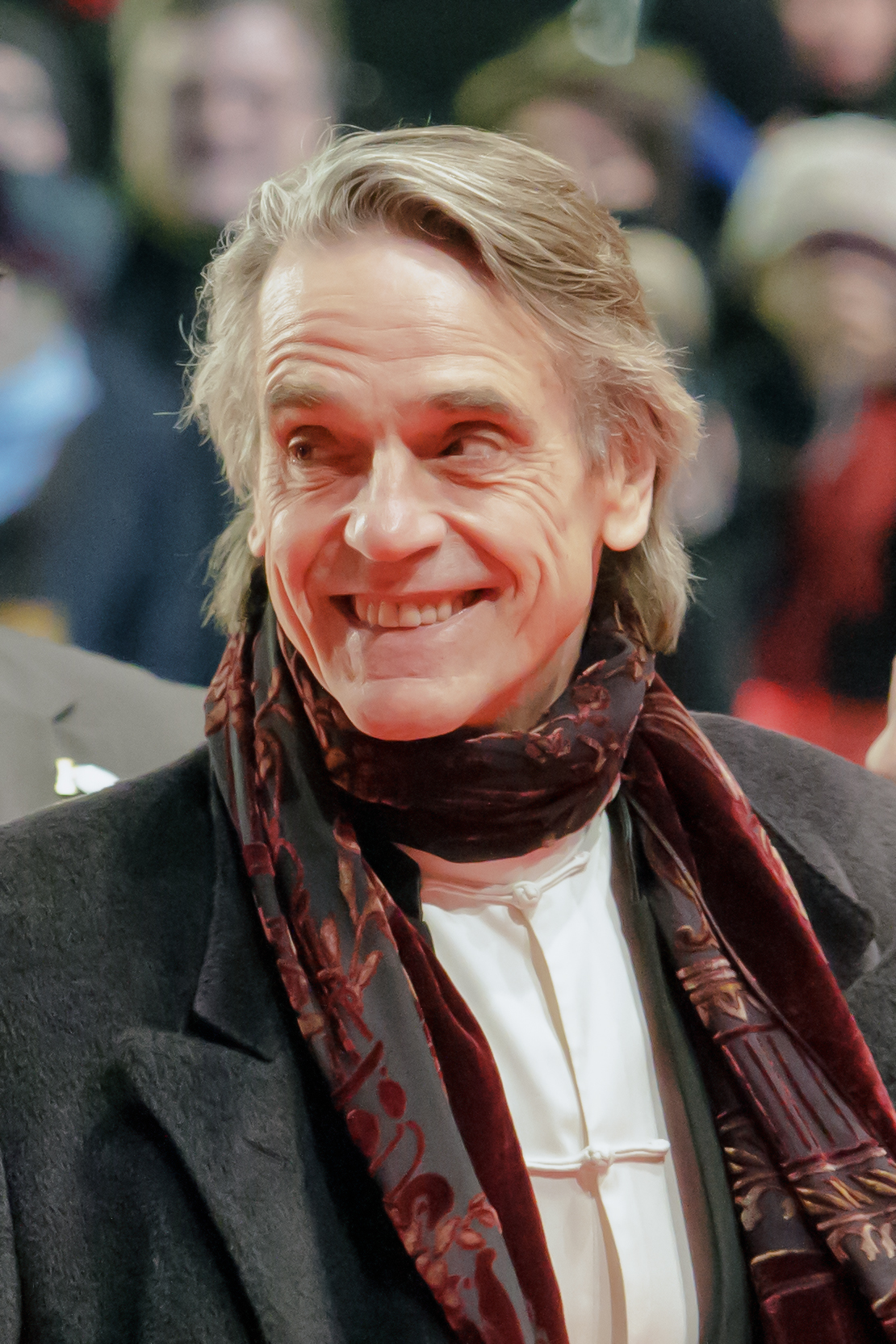
Jeremy Irons đoạt giải nhờ diễn xuất vai Claus von Bülow trong Reversal of Fortune (1990).

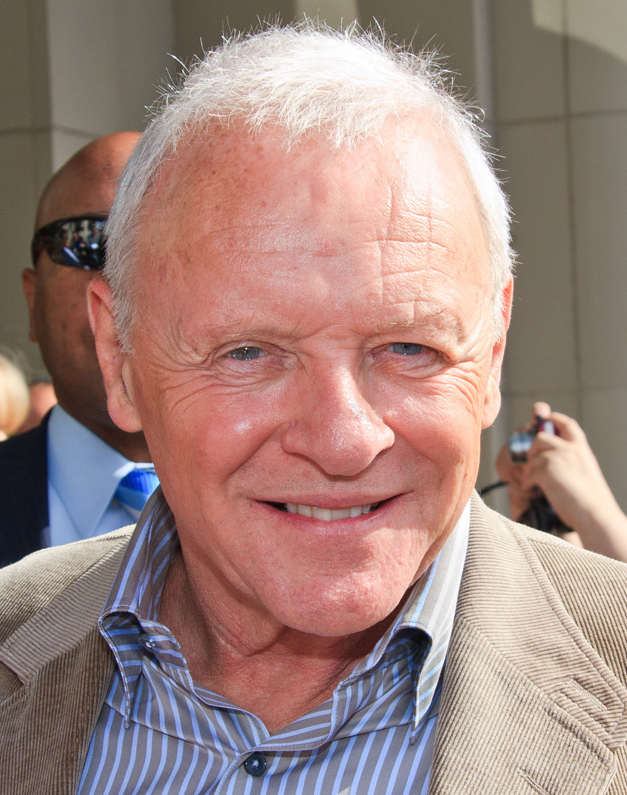
Anthony Hopkins thắng giải cho vai Bác sĩ Hannibal Lecter trong Sự im lặng của bầy cừu năm 1991.

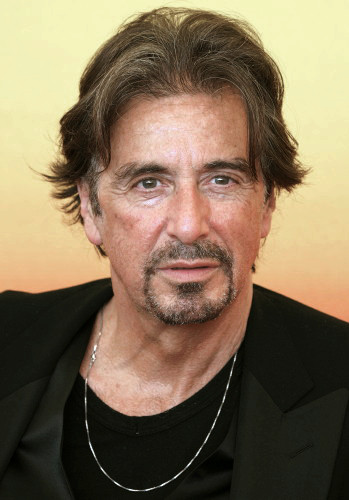
Al Pacino thắng cử cho diễn xuất trong Scent of a Woman 1992.

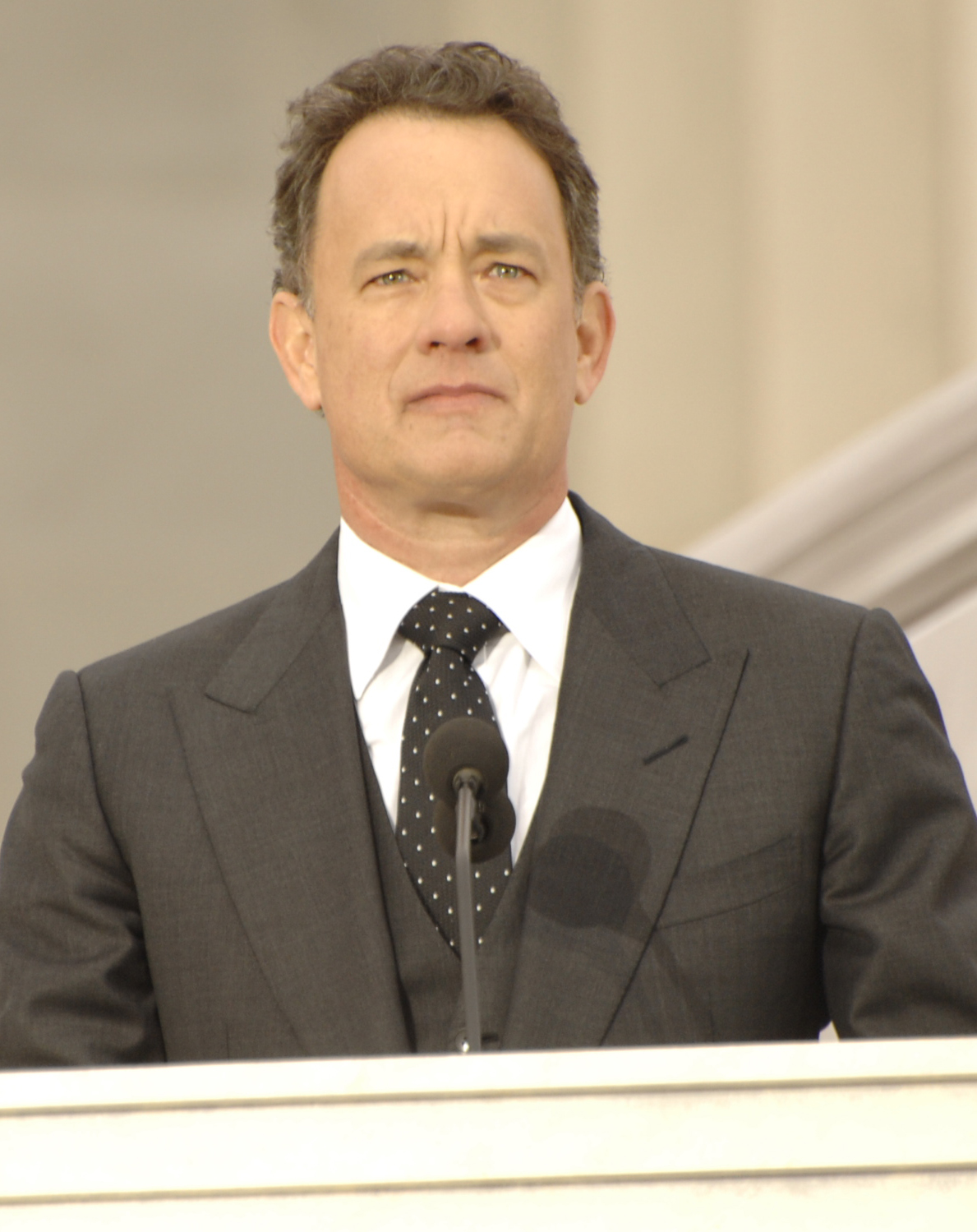
Tom Hanks thắng giải hai lần liên tiếp cho những vai diễn trong Philadelphia (1993) và Forrest Gump (1994).

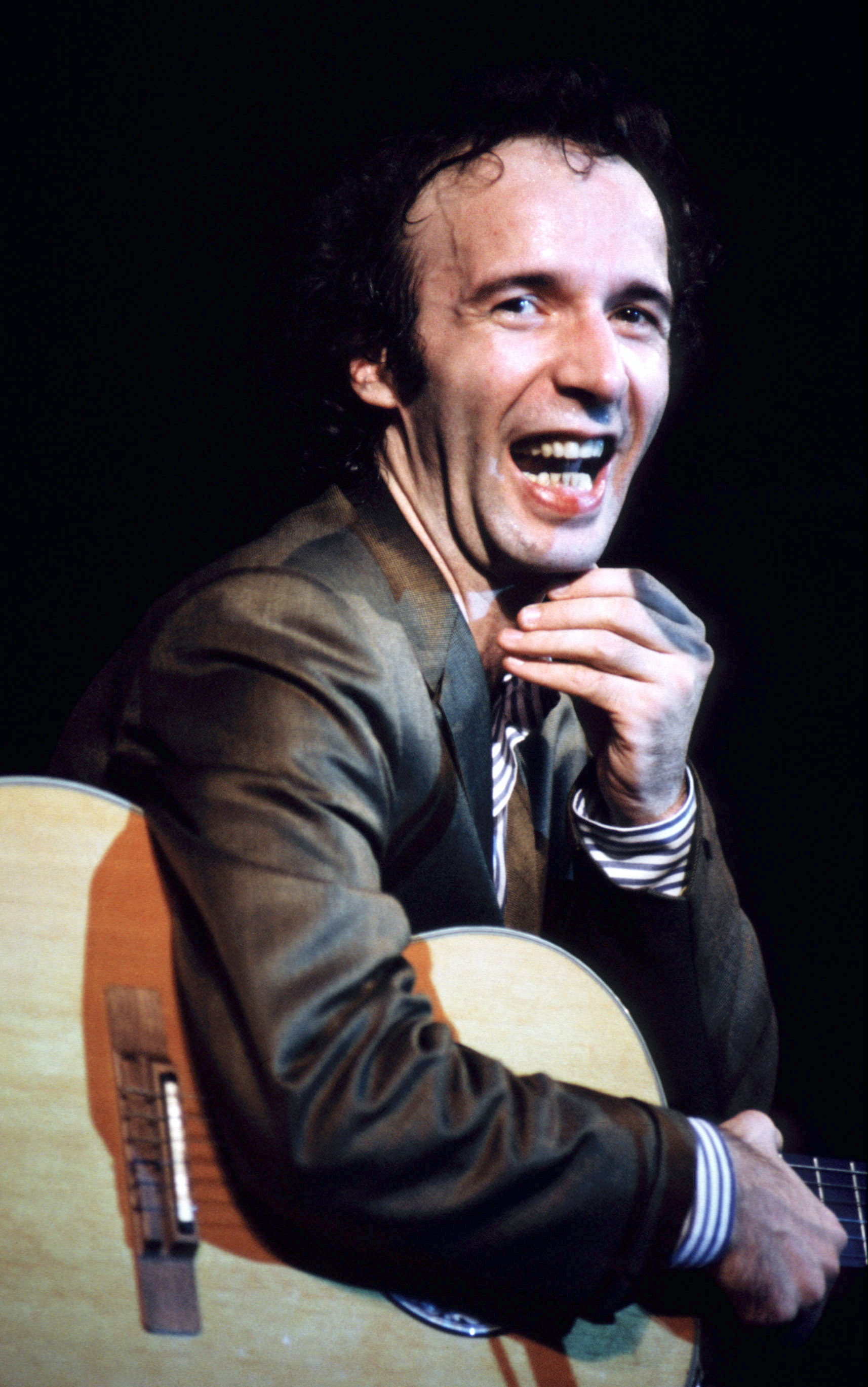
Nhờ thắng cử năm 1998 cho Life Is Beautiful, Roberto Benigni trở thành nam diễn viên thứ hai đoạt giải trong bộ phim do chính ông đạo diễn..

| Năm       | Diễn viên          | Phim                          | Vai diễn                     | Chú thích |
| --------- | ------------------ | ----------------------------- | ---------------------------- | --------- |
| 1990 (63) | Jeremy Irons ‡     | Reversal of Fortune           | Claus von Bülow              | [ 73 ]    |
| 1990 (63) | Kevin Costner      | Khiêu vũ với bầy sói          | Trung úy John J. Dunbar      | [ 73 ]    |
| 1990 (63) | Robert De Niro     | Awakenings                    | Leonard Lowe                 | [ 73 ]    |
| 1990 (63) | Gérard Depardieu   | Cyrano de Bergerac            | Cyrano de Bergerac           | [ 73 ]    |
| 1990 (63) | Richard Harris     | The Field                     | "Bull" McCabe                | [ 73 ]    |
| 1991 (64) | Anthony Hopkins ‡  | Sự im lặng của bầy cừu        | Tiến sĩ Hannibal Lecter      | [ 74 ]    |
| 1991 (64) | Warren Beatty      | Bugsy                         | Benjamin "Bugsy" Siegel      | [ 74 ]    |
| 1991 (64) | Robert De Niro     | Cape Fear                     | Maximilian "Max" Cady        | [ 74 ]    |
| 1991 (64) | Nick Nolte         | The Prince of Tides           | Tom Wingo                    | [ 74 ]    |
| 1991 (64) | Robin Williams     | The Fisher King               | Henry "Parry" Sagan          | [ 74 ]    |
| 1992 (65) | Al Pacino ‡        | Scent of a Woman              | Trung tá Frank Slade         | [ 75 ]    |
| 1992 (65) | Robert Downey Jr.  | Chaplin                       | Charlie Chaplin              | [ 75 ]    |
| 1992 (65) | Clint Eastwood     | Unforgiven                    | William "Will" Munny         | [ 75 ]    |
| 1992 (65) | Stephen Rea        | The Crying Game               | Fergus                       | [ 75 ]    |
| 1992 (65) | Denzel Washington  | Malcolm X                     | Malcolm X                    | [ 75 ]    |
| 1993 (66) | Tom Hanks ‡        | Philadelphia                  | Andrew Beckett               | [ 76 ]    |
| 1993 (66) | Daniel Day-Lewis   | In the Name of the Father     | Gerry Conlon                 | [ 76 ]    |
| 1993 (66) | Laurence Fishburne | What's Love Got to Do with It | Ike Turner                   | [ 76 ]    |
| 1993 (66) | Anthony Hopkins    | The Remains of the Day        | James Stevens                | [ 76 ]    |
| 1993 (66) | Liam Neeson        | Bản danh sách của Schindler   | Oskar Schindler              | [ 76 ]    |
| 1994 (67) | Tom Hanks ‡        | Forrest Gump                  | Forrest Gump                 | [ 77 ]    |
| 1994 (67) | Morgan Freeman     | The Shawshank Redemption      | Ellis Boyd "Red" Redding     | [ 77 ]    |
| 1994 (67) | Nigel Hawthorne    | The Madness of King George    | Vua George III               | [ 77 ]    |
| 1994 (67) | Paul Newman        | Nobody's Fool                 | Donald "Sully" Sullivan      | [ 77 ]    |
| 1994 (67) | John Travolta      | Pulp Fiction                  | Vincent Vega                 | [ 77 ]    |
| 1995 (68) | Nicolas Cage ‡     | Leaving Las Vegas             | Ben Sanderson                | [ 78 ]    |
| 1995 (68) | Richard Dreyfuss   | Mr. Holland's Opus            | Glenn Holland                | [ 78 ]    |
| 1995 (68) | Anthony Hopkins    | Nixon                         | Richard Nixon                | [ 78 ]    |
| 1995 (68) | Sean Penn          | Dead Man Walking              | Matthew Poncelet             | [ 78 ]    |
| 1995 (68) | Massimo Troisi *   | Il Postino                    | Mario Ruoppolo               | [ 78 ]    |
| 1996 (69) | Geoffrey Rush ‡    | Shine                         | David Helfgott               | [ 79 ]    |
| 1996 (69) | Tom Cruise         | Jerry Maguire                 | Jerry Maguire                | [ 79 ]    |
| 1996 (69) | Ralph Fiennes      | The English Patient           | Bá tước Laszlo de Almásy     | [ 79 ]    |
| 1996 (69) | Woody Harrelson    | The People vs. Larry Flynt    | Larry Flynt                  | [ 79 ]    |
| 1996 (69) | Billy Bob Thornton | Sling Blade                   | Karl Childers                | [ 79 ]    |
| 1997 (70) | Jack Nicholson ‡   | As Good as It Gets            | Melvin Udall                 | [ 80 ]    |
| 1997 (70) | Matt Damon         | Good Will Hunting             | Will Hunting                 | [ 80 ]    |
| 1997 (70) | Robert Duvall      | The Apostle                   | Euliss "Sonny" Dewey         | [ 80 ]    |
| 1997 (70) | Peter Fonda        | Ulee's Gold                   | Ulysses "Ulee" Jackson       | [ 80 ]    |
| 1997 (70) | Dustin Hoffman     | Wag the Dog                   | Stanley Motss                | [ 80 ]    |
| 1998 (71) | Roberto Benigni ‡  | Life Is Beautiful             | Guido Orefice                | [ 81 ]    |
| 1998 (71) | Tom Hanks          | Saving Private Ryan           | Captain John Miller          | [ 81 ]    |
| 1998 (71) | Ian McKellen       | Gods and Monsters             | James Whale                  | [ 81 ]    |
| 1998 (71) | Nick Nolte         | Affliction                    | Wade Whitehouse              | [ 81 ]    |
| 1998 (71) | Edward Norton      | American History X            | Derek Vinyard                | [ 81 ]    |
| 1999 (72) | Kevin Spacey ‡     | Vẻ đẹp Mỹ                     | Lester Burnham               | [ 82 ]    |
| 1999 (72) | Russell Crowe      | The Insider                   | Jeffrey Wigand               | [ 82 ]    |
| 1999 (72) | Richard Farnsworth | The Straight Story            | Alvin Straight               | [ 82 ]    |
| 1999 (72) | Sean Penn          | Sweet and Lowdown             | Emmet Ray                    | [ 82 ]    |
| 1999 (72) | Denzel Washington  | The Hurricane                 | Rubin "The Hurricane" Carter | [ 82 ]    |

### Thập niên 2000

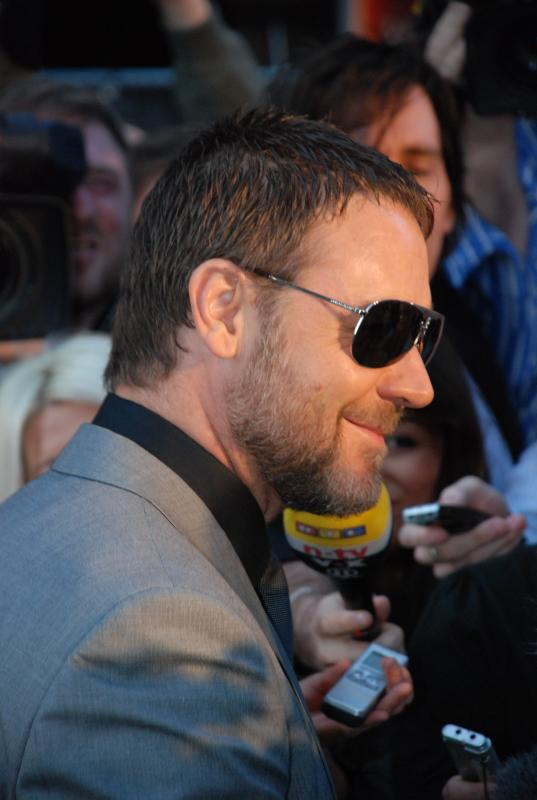
Russell Crowe thắng cử cho vai Maximus Decimus Meridius trong Gladiator (2000).

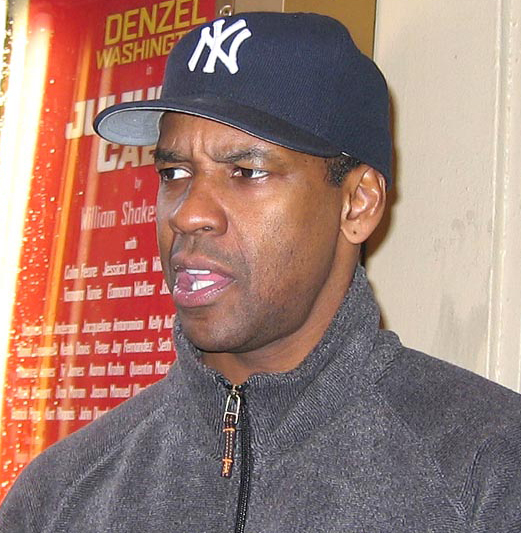
Denzel Washington thắng giải nhờ diễn xuất trong Training Day (2001).

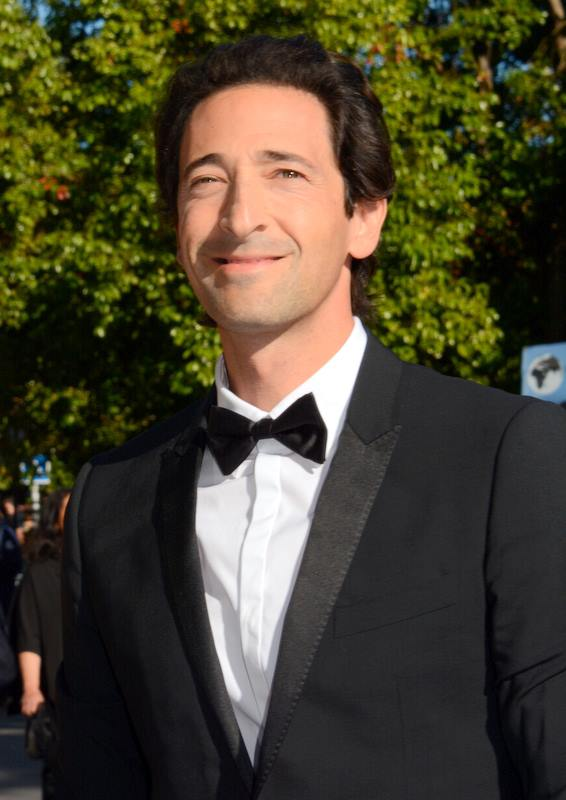
Ở tuổi 29, Adrien Brody trở thành người trẻ nhất đoạt giải Oscar vai nam chính trong The Pianist năm 2002.

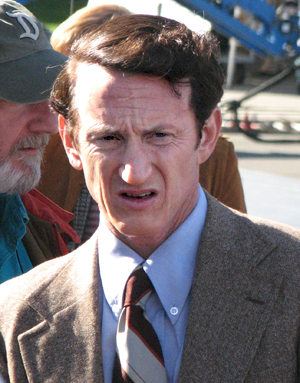
Sean Penn giành hai giải cho những vai diễn trong Mystic River (2003) và Milk (2008).

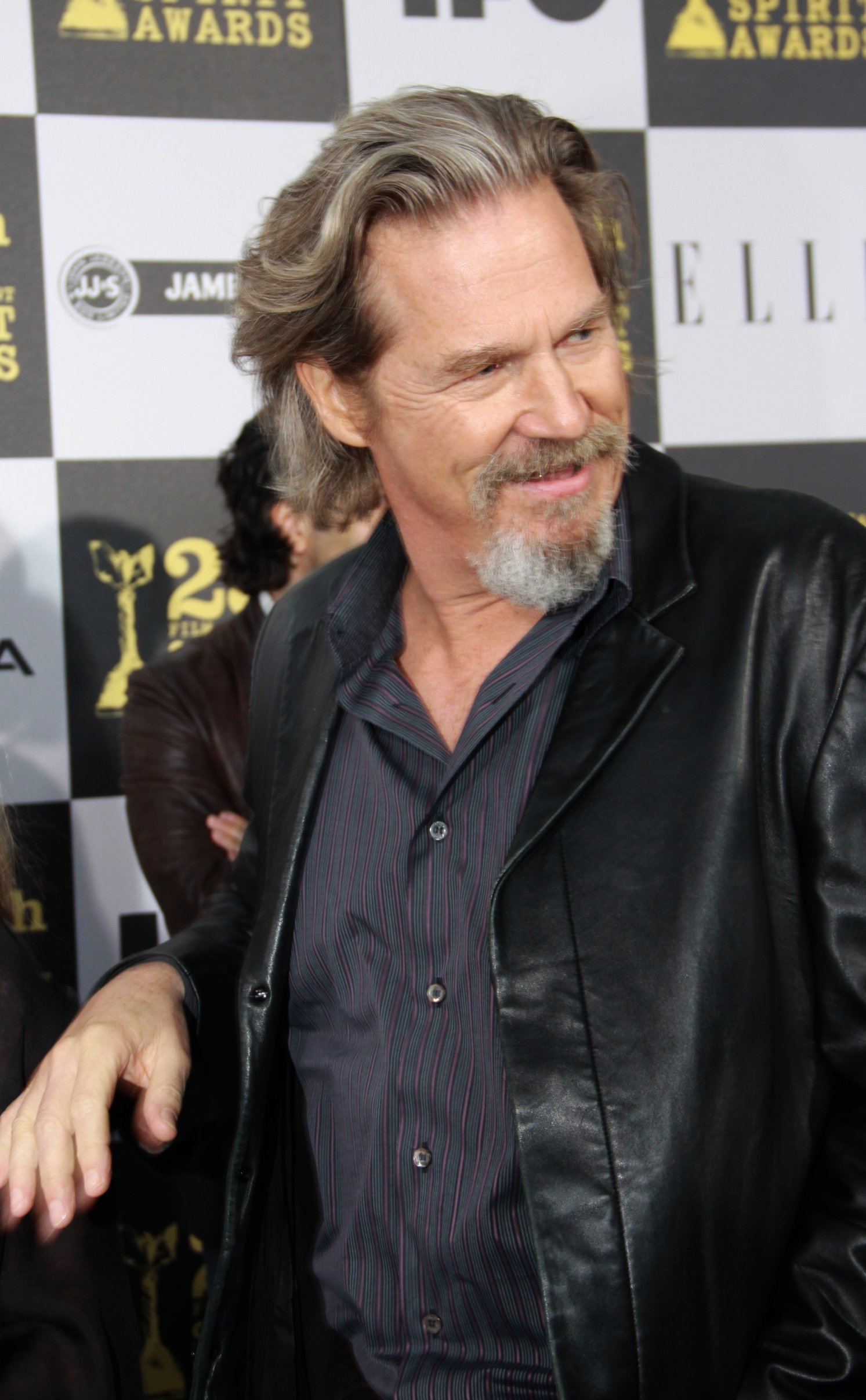
Jeff Bridges thắng cử cho diễn xuất trong Crazy Heart năm 2009.

| Năm       | Diễn viên                | Phim                                                   | Vai diễn                           | Chú thích |
| --------- | ------------------------ | ------------------------------------------------------ | ---------------------------------- | --------- |
| 2000 (73) | Russell Crowe ‡          | Gladiator                                              | Maximus Decimus Meridius           | [ 83 ]    |
| 2000 (73) | Javier Bardem            | Before Night Falls                                     | Reinaldo Arenas                    | [ 83 ]    |
| 2000 (73) | Tom Hanks                | Cast Away                                              | Chuck Noland                       | [ 83 ]    |
| 2000 (73) | Ed Harris                | Pollock                                                | Jackson Pollock                    | [ 83 ]    |
| 2000 (73) | Geoffrey Rush            | Quills                                                 | The Marquis de Sade                | [ 83 ]    |
| 2001 (74) | Denzel Washington ‡      | Training Day                                           | Detective Alonzo Harris            | [ 84 ]    |
| 2001 (74) | Russell Crowe            | A Beautiful Mind                                       | John Forbes Nash Jr.               | [ 84 ]    |
| 2001 (74) | Sean Penn                | I Am Sam                                               | Sam Dawson                         | [ 84 ]    |
| 2001 (74) | Will Smith               | Ali                                                    | Muhammad Ali                       | [ 84 ]    |
| 2001 (74) | Tom Wilkinson            | In the Bedroom                                         | Dr. Matt Fowler                    | [ 84 ]    |
| 2002 (75) | Adrien Brody ‡           | The Pianist                                            | Władysław Szpilman                 | [ 85 ]    |
| 2002 (75) | Nicolas Cage             | Adaptation                                             | Charlie Kaufman Donald Kaufman     | [ 85 ]    |
| 2002 (75) | Michael Caine            | The Quiet American                                     | Thomas Fowler                      | [ 85 ]    |
| 2002 (75) | Daniel Day-Lewis         | Gangs of New York                                      | William "Bill the Butcher" Cutting | [ 85 ]    |
| 2002 (75) | Jack Nicholson           | About Schmidt                                          | Warren R. Schmidt                  | [ 85 ]    |
| 2003 (76) | Sean Penn ‡              | Mystic River                                           | Jimmy Markum                       | [ 86 ]    |
| 2003 (76) | Johnny Depp              | Cướp biển vùng Caribbean: Lời nguyền tàu Ngọc Trai Đen | Jack Sparrow                       | [ 86 ]    |
| 2003 (76) | Ben Kingsley             | House of Sand and Fog                                  | Massoud Amir Behrani               | [ 86 ]    |
| 2003 (76) | Jude Law                 | Cold Mountain                                          | W. P. Inman                        | [ 86 ]    |
| 2003 (76) | Bill Murray              | Lạc lối ở Tokyo                                        | Bob Harris                         | [ 86 ]    |
| 2004 (77) | Jamie Foxx ‡             | Ray                                                    | Ray Charles                        | [ 87 ]    |
| 2004 (77) | Don Cheadle              | Hotel Rwanda                                           | Paul Rusesabagina                  | [ 87 ]    |
| 2004 (77) | Johnny Depp              | Finding Neverland                                      | J. M. Barrie                       | [ 87 ]    |
| 2004 (77) | Leonardo DiCaprio        | The Aviator                                            | Howard Hughes                      | [ 87 ]    |
| 2004 (77) | Clint Eastwood           | Cô gái triệu đô                                        | Frankie Dunn                       | [ 87 ]    |
| 2005 (78) | Philip Seymour Hoffman ‡ | Capote                                                 | Truman Capote                      | [ 88 ]    |
| 2005 (78) | Terrence Howard          | Hustle & Flow                                          | Djay                               | [ 88 ]    |
| 2005 (78) | Heath Ledger             | Brokeback Mountain                                     | Ennis Del Mar                      | [ 88 ]    |
| 2005 (78) | Joaquin Phoenix          | Walk the Line                                          | Johnny Cash                        | [ 88 ]    |
| 2005 (78) | David Strathairn         | Good Night, and Good Luck                              | Edward R. Murrow                   | [ 88 ]    |
| 2006 (79) | Forest Whitaker ‡        | The Last King of Scotland                              | Idi Amin                           | [ 89 ]    |
| 2006 (79) | Leonardo DiCaprio        | Blood Diamond                                          | Danny Archer                       | [ 89 ]    |
| 2006 (79) | Ryan Gosling             | Half Nelson                                            | Dan Dunne                          | [ 89 ]    |
| 2006 (79) | Peter O'Toole            | Venus                                                  | Maurice                            | [ 89 ]    |
| 2006 (79) | Will Smith               | Mưu cầu hạnh phúc                                      | Chris Gardner                      | [ 89 ]    |
| 2007 (80) | Daniel Day-Lewis ‡       | There Will Be Blood                                    | Daniel Plainview                   | [ 90 ]    |
| 2007 (80) | George Clooney           | Michael Clayton                                        | Michael Clayton                    | [ 90 ]    |
| 2007 (80) | Johnny Depp              | Sweeney Todd: The Demon Barber of Fleet Street         | Sweeney Todd / Benjamin Barker     | [ 90 ]    |
| 2007 (80) | Tommy Lee Jones          | In the Valley of Elah                                  | Hank Deerfield                     | [ 90 ]    |
| 2007 (80) | Viggo Mortensen          | Eastern Promises                                       | Nikolai Luzhin                     | [ 90 ]    |
| 2008 (81) | Sean Penn ‡              | Milk                                                   | Harvey Milk                        | [ 91 ]    |
| 2008 (81) | Richard Jenkins          | The Visitor                                            | Walter Vale                        | [ 91 ]    |
| 2008 (81) | Frank Langella           | Frost/Nixon                                            | Richard Nixon                      | [ 91 ]    |
| 2008 (81) | Brad Pitt                | Dị nhân Benjamin                                       | Benjamin Button                    | [ 91 ]    |
| 2008 (81) | Mickey Rourke            | The Wrestler                                           | Randy "The Ram" Robinson           | [ 91 ]    |
| 2009 (82) | Jeff Bridges ‡           | Crazy Heart                                            | Otis "Bad" Blake                   | [ 92 ]    |
| 2009 (82) | George Clooney           | Up in the Air                                          | Ryan Bingham                       | [ 92 ]    |
| 2009 (82) | Colin Firth              | A Single Man                                           | George Falconer                    | [ 92 ]    |
| 2009 (82) | Morgan Freeman           | Invictus                                               | Nelson Mandela                     | [ 92 ]    |
| 2009 (82) | Jeremy Renner            | The Hurt Locker                                        | SFC William James                  | [ 92 ]    |

### Thập niên 2010

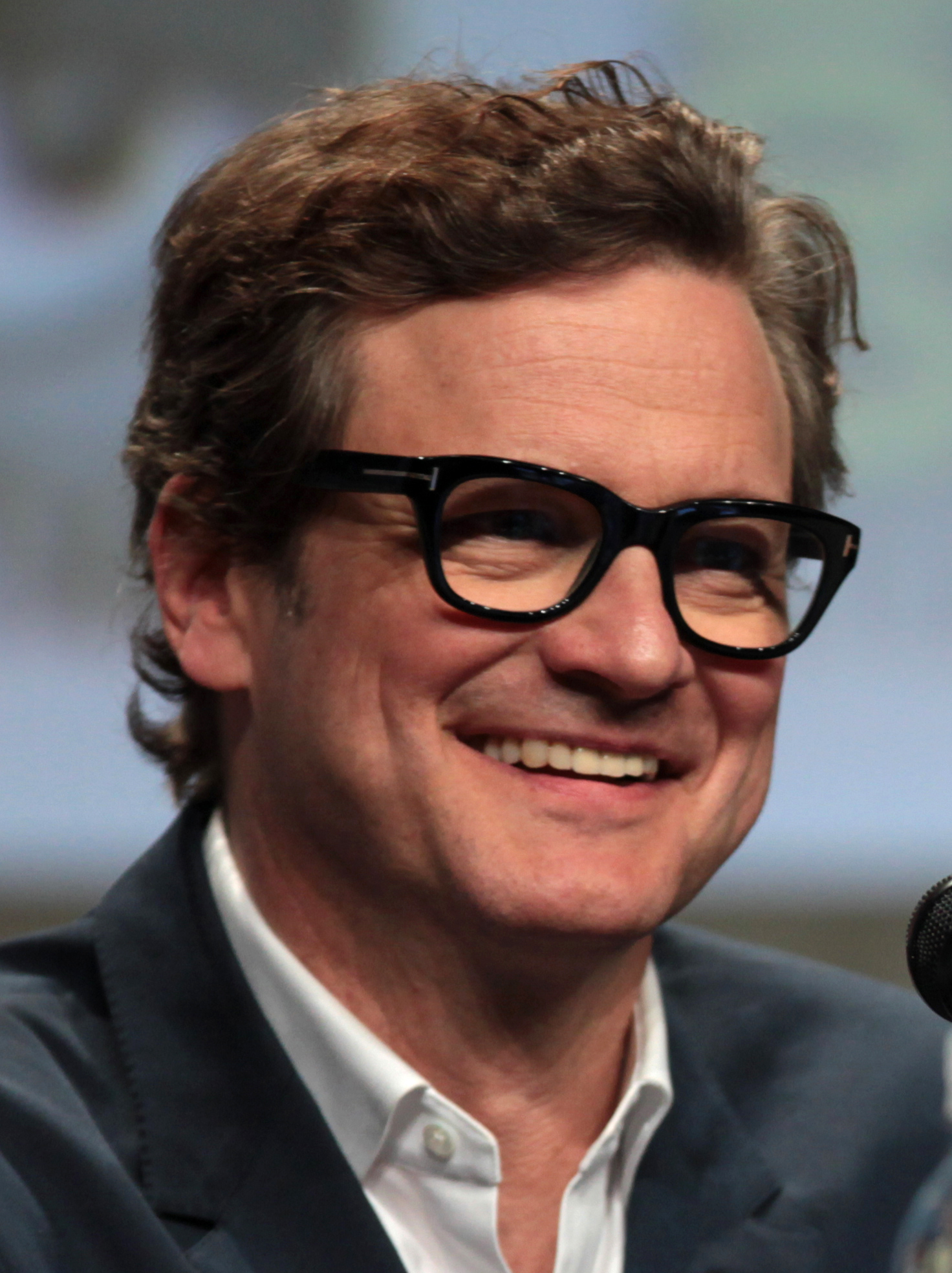
Colin Firth thắng cử nhờ vai Vua George VI trong Diễn văn của nhà vua (2010).

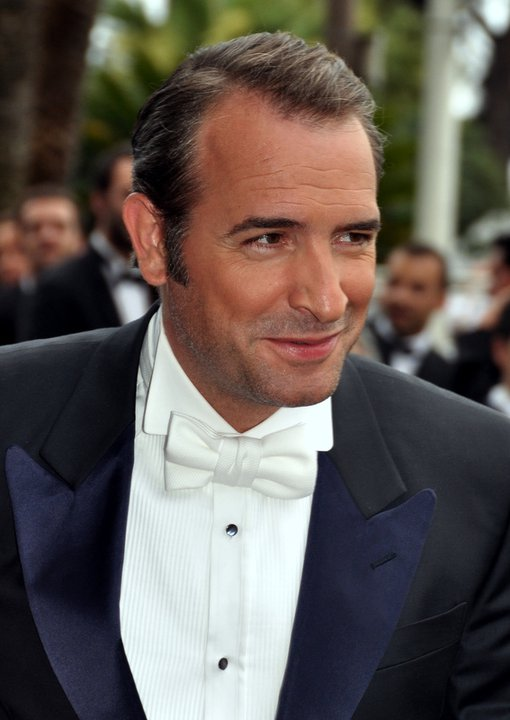
Jean Dujardin trở thành diễn viên người Pháp đầu tiên đoạt giải trong bộ phim năm 2011 Nghệ sĩ.

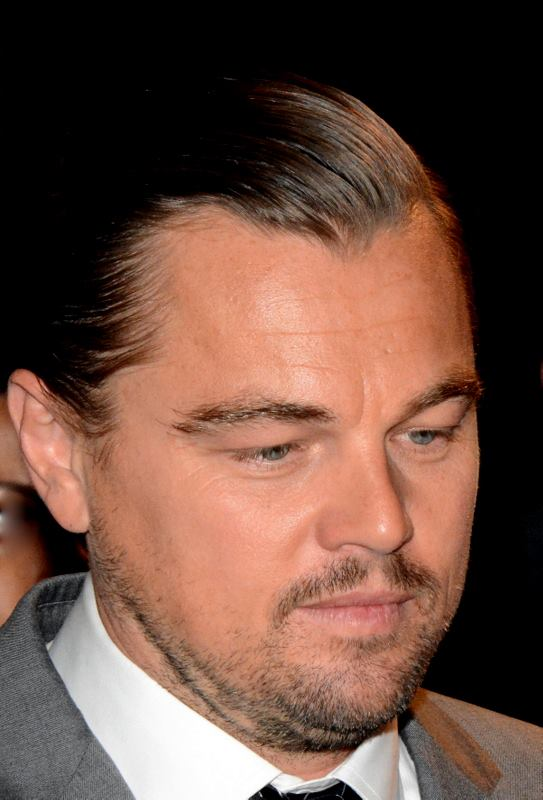
Leonardo DiCaprio thắng cử năm 2015 cho vai Hugh Glass trong Người về từ cõi chết.

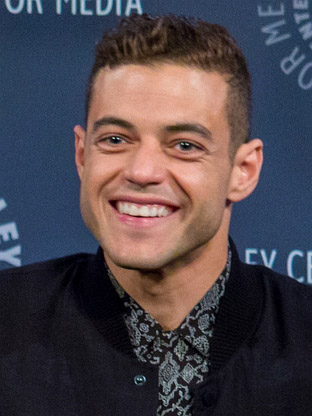
Rami Malek thắng cử năm 2018 vai Freddie Mercury trong Bohemian Rhapsody.

| Năm       | Diễn viên             | Phim                           | Vai diễn                      | Chú thích |
| --------- | --------------------- | ------------------------------ | ----------------------------- | --------- |
| 2010 (83) | Colin Firth ‡         | Diễn văn của nhà vua           | Vua George VI                 | [ 94 ]    |
| 2010 (83) | Javier Bardem         | Biutiful                       | Uxbal                         | [ 94 ]    |
| 2010 (83) | Jeff Bridges          | Báo thù                        | Reuben "Rooster" Cogburn      | [ 94 ]    |
| 2010 (83) | Jesse Eisenberg       | The Social Network             | Mark Zuckerberg               | [ 94 ]    |
| 2010 (83) | James Franco          | 127 giờ                        | Aron Ralston                  | [ 94 ]    |
| 2011 (84) | Jean Dujardin ‡       | Nghệ sĩ                        | George Valentin               | [ 95 ]    |
| 2011 (84) | Demián Bichir         | A Better Life                  | Carlos Galindo                | [ 95 ]    |
| 2011 (84) | George Clooney        | Tình thân                      | Matthew King                  | [ 95 ]    |
| 2011 (84) | Gary Oldman           | Tinker Tailor Soldier Spy      | George Smiley                 | [ 95 ]    |
| 2011 (84) | Brad Pitt             | Moneyball                      | Billy Beane                   | [ 95 ]    |
| 2012 (85) | Daniel Day-Lewis ‡    | Lincoln                        | Abraham Lincoln               | [ 96 ]    |
| 2012 (85) | Bradley Cooper        | Tình yêu tìm lại               | Patrizio "Pat" Solitano Jr.   | [ 96 ]    |
| 2012 (85) | Hugh Jackman          | Những người khốn khổ           | Jean Valjean                  | [ 96 ]    |
| 2012 (85) | Joaquin Phoenix       | The Master                     | Freddie Quell                 | [ 96 ]    |
| 2012 (85) | Denzel Washington     | Flight                         | William "Whip" Whitaker, Sr.  | [ 96 ]    |
| 2013 (86) | Matthew McConaughey ‡ | Dallas Buyers Club             | Ron Woodroof                  | [ 97 ]    |
| 2013 (86) | Christian Bale        | Săn tiền kiểu Mỹ               | Irving Rosenfeld              | [ 97 ]    |
| 2013 (86) | Bruce Dern            | Nebraska                       | Woodrow "Woody" Grant         | [ 97 ]    |
| 2013 (86) | Leonardo DiCaprio     | The Wolf of Wall Street        | Jordan Belfort                | [ 97 ]    |
| 2013 (86) | Chiwetel Ejiofor      | 12 năm nô lệ                   | Solomon Northup               | [ 97 ]    |
| 2014 (87) | Eddie Redmayne ‡      | Thuyết yêu thương              | Stephen Hawking               | [ 98 ]    |
| 2014 (87) | Steve Carell          | Foxcatcher                     | John du Pont                  | [ 98 ]    |
| 2014 (87) | Bradley Cooper        | American Sniper                | Chris Kyle                    | [ 98 ]    |
| 2014 (87) | Benedict Cumberbatch  | The Imitation Game             | Alan Turing                   | [ 98 ]    |
| 2014 (87) | Michael Keaton        | Birdman                        | Riggan Thomson                | [ 98 ]    |
| 2015 (88) | Leonardo DiCaprio ‡   | Người về từ cõi chết           | Hugh Glass                    | [ 99 ]    |
| 2015 (88) | Bryan Cranston        | Trumbo                         | Dalton Trumbo                 | [ 99 ]    |
| 2015 (88) | Matt Damon            | Người về từ Sao Hỏa            | Mark Watney                   | [ 99 ]    |
| 2015 (88) | Michael Fassbender    | Steve Jobs                     | Steve Jobs                    | [ 99 ]    |
| 2015 (88) | Eddie Redmayne        | Cô gái Đan Mạch                | Lili Elbe                     | [ 99 ]    |
| 2016 (89) | Casey Affleck ‡       | Manchester by the Sea          | Lee Chandler                  | [ 100 ]   |
| 2016 (89) | Andrew Garfield       | Hacksaw Ridge                  | Desmond T. Doss               | [ 100 ]   |
| 2016 (89) | Ryan Gosling          | Những kẻ khờ mộng mơ           | Sebastian Wilder              | [ 100 ]   |
| 2016 (89) | Viggo Mortensen       | Captain Fantastic              | Ben Cash                      | [ 100 ]   |
| 2016 (89) | Denzel Washington     | Fences                         | Troy Maxson                   | [ 100 ]   |
| 2017 (90) | Gary Oldman ‡         | Giờ đen tối                    | Winston Churchill             | [ 101 ]   |
| 2017 (90) | Timothée Chalamet     | Call Me by Your Name           | Elio Perlman                  | [ 101 ]   |
| 2017 (90) | Daniel Day-Lewis      | Bóng ma sợi chỉ                | Reynolds Woodcock             | [ 101 ]   |
| 2017 (90) | Daniel Kaluuya        | Trốn thoát                     | Chris Washington              | [ 101 ]   |
| 2017 (90) | Denzel Washington     | Roman J. Israel, Esq.          | Roman J. Israel               | [ 101 ]   |
| 2018 (91) | Rami Malek ‡          | Bohemian Rhapsody              | Freddie Mercury               | [ 102 ]   |
| 2018 (91) | Christian Bale        | Vice                           | Dick Cheney                   | [ 102 ]   |
| 2018 (91) | Bradley Cooper        | Vì sao vụt sáng                | Jackson "Jack" Maine          | [ 102 ]   |
| 2018 (91) | Willem Dafoe          | At Eternity's Gate             | Vincent van Gogh              | [ 102 ]   |
| 2018 (91) | Viggo Mortensen       | Green Book                     | Frank "Tony Lip" Vallelonga   | [ 102 ]   |
| 2019 (92) | Joaquin Phoenix ‡     | Arthur Fleck / Joker           | Joker                         | [ 103 ]   |
| 2019 (92) | Antonio Banderas      | Salvador Mallo                 | Pain and Glory                | [ 103 ]   |
| 2019 (92) | Leonardo DiCaprio     | Rick Dalton                    | Once Upon a Time in Hollywood | [ 103 ]   |
| 2019 (92) | Adam Driver           | Charlie Barber                 | Marriage Story                | [ 103 ]   |
| 2019 (92) | Jonathan Pryce        | Cardinal Jorge Mario Bergoglio | The Two Popes                 | [ 103 ]   |

### Thập niên 2020
| Năm          | Diễn viên                      | Phim                      | Vai diễn                  | Chú thích |
| ------------ | ------------------------------ | ------------------------- | ------------------------- | --------- |
| 2020/21 (93) | Anthony Hopkins ‡              | Anthony                   | The Father                | [ 105 ]   |
| 2020/21 (93) | Riz Ahmed                      | Ruben Stone               | Sound of Metal            | [ 105 ]   |
| 2020/21 (93) | Chadwick Boseman (sau khi mất) | Levee Green               | Ma Rainey's Black Bottom  | [ 105 ]   |
| 2020/21 (93) | Gary Oldman                    | Herman J. Mankiewicz      | Mank                      | [ 105 ]   |
| 2020/21 (93) | Steven Yeun                    | Jacob Yi                  | Minari                    | [ 105 ]   |
| 2021 (94)    | Will Smith ‡                   | Richard Williams          | King Richard              | [ 106 ]   |
| 2021 (94)    | Javier Bardem                  | Desi Arnaz                | Being the Ricardos        | [ 106 ]   |
| 2021 (94)    | Benedict Cumberbatch           | Phil Burbank              | The Power of the Dog      | [ 106 ]   |
| 2021 (94)    | Andrew Garfield                | Jonathan Larson           | Tick, Tick... Boom!       | [ 106 ]   |
| 2021 (94)    | Denzel Washington              | Lord Macbeth              | The Tragedy of Macbeth    | [ 106 ]   |
| 2022 (95)    | Brendan Fraser ‡               | Charlie                   | The Whale                 | [ 107 ]   |
| 2022 (95)    | Austin Butler                  | Elvis Presley             | Elvis                     | [ 107 ]   |
| 2022 (95)    | Colin Farrell                  | Pádraic Súilleabháin      | The Banshees of Inisherin | [ 107 ]   |
| 2022 (95)    | Paul Mescal                    | Calum Paterson            | Aftersun                  | [ 107 ]   |
| 2022 (95)    | Bill Nighy                     | Mr. Rodney Williams       | Living                    | [ 107 ]   |
| 2023 (96)    | Cillian Murphy ‡               | Robert Oppenheimer        | Oppenheimer               | [ 108 ]   |
| 2023 (96)    | Bradley Cooper                 | Leonard Bernstein         | Maestro                   | [ 108 ]   |
| 2023 (96)    | Colman Domingo                 | Bayard Rustin             | Rustin                    | [ 108 ]   |
| 2023 (96)    | Paul Giamatti                  | Paul Hunham               | The Holdovers             | [ 108 ]   |
| 2023 (96)    | Jeffrey Wright                 | Thelonious "Monk" Ellison | American Fiction          | [ 108 ]   |

## Nhiều chiến thắng và đề cử nhất
| Đoạt giải | Diễn viên        |
| --------- | ---------------- |
| 3         | Daniel Day-Lewis |
| 2         | Marlon Brando    |
| 2         | Gary Cooper      |
| 2         | Tom Hanks        |
| 2         | Dustin Hoffman   |
| 2         | Fredric March    |
| 2         | Jack Nicholson   |
| 2         | Sean Penn        |
| 2         | Spencer Tracy    |

| Số đề cử | Diễn viên         |
| -------- | ----------------- |
| 9        | Laurence Olivier  |
| 9        | Spencer Tracy     |
| 8        | Paul Newman       |
| 8        | Jack Nicholson    |
| 8        | Peter O'Toole     |
| 7        | Marlon Brando     |
| 7        | Dustin Hoffman    |
| 7        | Jack Lemmon       |
| 6        | Richard Burton    |
| 6        | Daniel Day-Lewis  |
| 6        | Denzel Washington |
| 5        | Gary Cooper       |
| 5        | Robert De Niro    |
| 5        | Tom Hanks         |
| 5        | Fredric March     |
| 5        | Paul Muni         |
| 5        | Al Pacino         |
| 5        | Gregory Peck      |
| 5        | Sean Penn         |
| 5        | James Stewart     |
| 4        | Warren Beatty     |
| 4        | Charles Boyer     |
| 4        | Michael Caine     |
| 4        | Leonardo DiCaprio |
| 4        | Albert Finney     |
| 4        | Burt Lancaster    |

## Kỷ lục về tuổi
| Kỷ lục                 | Diễn viên          | Phim               | Tuổi (theo năm) | Chú thích |
| ---------------------- | ------------------ | ------------------ | --------------- | --------- |
| Thắng cử lớn tuổi nhất | Anthony Hopkins    | The Father         | 83              | [ 109 ]   |
| Đề cử lớn tuổi nhất    | Richard Farnsworth | The Straight Story | 79              | [ 109 ]   |
| Thắng cử trẻ nhất      | Adrien Brody       | The Pianist        | 29              | [ 109 ]   |
| Đề cử trẻ nhất         | Jackie Cooper      | Skippy             | 9               | [ 109 ]   |